# 蕭敬騰
蕭 敬騰（ジャム・シャオ、Jam Hsiao、Hsiao Chingteng、Xiāo Jìngténg、1987年3月30日 - ）は、台湾の実力派人気歌手・音楽プロデューサー・俳優。

## 基本データ
台北のレストランの常駐歌手としてバイトをしていたが、2007年、台湾のオーディション番組「超級星光大道」に出場。暫定チャンピオンとのPK合戦で一躍注目を集める。
2008年6月、1stアルバム「蕭敬騰同名専輯」で正式デビュー。「G-MUSIC」や「五大金榜」などのランキングでトップセールスを得る。
2009年、台北アリーナでソロライブ開催。
2009年から2016年まで、「MR.ROCK洛克先生」、「有一種精神叫蕭敬騰」、「TRIPLE JAM」の3回の世界ツアーで、延べ50ヶ所のライブを行っている。
2011年、映画「殺手欧陽盆栽」に主演し、2012年香港電影金像奨の最優秀新人賞を受賞。
2013年、2014年、2015年には、3年連続で、中国の音楽番組「最美和声」の優勝者指導者となる。
2013年には、アルバム「以愛之名」により、第24回金曲賞で最優秀男性歌手賞を受賞。
2014年には自身の録音スタジオ「Jam Studio」を開設。
2015年、積極的な社会貢献活動により、台湾地区十大傑出青年奨を受賞。
2016年9月、ロックバンド「獅子合唱団(LION)」を編成。1stアルバム「LION」を発表。全楽曲の作詞・作曲を担当。ロックバンドのヴォーカルとして再デビューを果たす。
2017年、万能科技大学観光休間学部卒業。
2017年、ジェイ・チョウ(周杰倫)監督の作品に出演予定。
2018年、ファッションリーダーとして様々なブランドの服を着る機会が増えるが、どんなデザインでも、彼の個性や音楽スタイル、前衛的で創造的な部分を活かす、見事な着こなしを見せている。
2018年、有名ブランド Calvin Klein がアジア初めてのイメージキャラクターにジャムを選ぶ。
2018年、ニューシングル「皮囊」のMVにて フランスの有名ブランド GUCCI から提供された今春デザインの衣装5セットを着こなし、彼のファッションモデルとしても魅力が発揮される素晴らしい映像となっている。
2018年、新しいワールドツアー 《娛樂先生世界巡迴演唱會》を発表。《TRIPLE JAM 世界巡迴演唱會》に続く、4度目のワールドツアーとなっている。
2018年、《娛樂先生世界巡迴演唱會》のツアー皮切りとなる台北２Daysのチケット発売開始直後、1分間で完売した。発売の瞬間、20万以上の予想を大きく上回るアクセスがあり、チケットサイトKKTIXのシステムはその後数時間ダウンした。

## 略歴

### 幼少期（1987年－2003年)
- ジャムは台湾人（漢民族）の父と台湾原住民である花蓮県のアミ族の母との間に生まれた(なお、祖籍は父のルーツがある福建省恵安県である。)。家庭環境は裕福とは言えなかった。両親とも敬虔なキリスト教徒であったため、ジャムは幼少の頃から教会の活動に参加し、教会内で詩歌を歌っていた。 少年の頃のジャムは非行に走ったため、授業をさぼったり、しょっちゅう喧嘩をしたりしたため、補導されてしまう。しかし、ある補導員の「喧嘩するパワーがあるなら、何故その力を音楽に使わないの？」という一言により、ジャムは人生の目標を見つけることが出来た[2]。

- ジャムが本当に音楽に目覚めたのは、小学校六年生のときにたまたま家に置いてあったBon Joviの<<Crush>>を聴き、もっと音楽を学びたいと強く思うようになったからである[3]。15歳の時、ジャムの度重なるねだりに母が根負けし、近くの音楽教室でドラムのレッスンに通わせ始める。しかし、経済的理由から三ヶ月で辞めることとなってしまった。しかし、ジャムのドラムをもっとうまくなりたいという気持ちは依然として衰えず、独学で練習を続ける。一日の練習時間は10時間を越えることもしばしば。 16歳になったとき、ジャムは既に人にドラムを教えられるほどの腕前になっていた。そこで、音楽教室で子供たちに対して、太鼓を教え始める。自らの経験から、補導された少年達にドラムを教えて、台北市の「善心人士獎」を2年続けて受賞した[4]。
- また同時期、ジャムは二番目の兄（蕭百城）や友人らとともにバンド「Diapason」を結成。ジャムはメインボーカルとドラムを担当する。 Bon JoviやMr. Big、Skid Row等の洋楽Rockのカバー曲をメインとし、台湾各地でライブ活動を行った。 そのため、ジャムの音楽のルーツはRockにあるとも言える。

### 下積み時代（2004年－2007年）
- ドラムをマスターした後、今度は独学でピアノを学び始めた。今まで正式なレッスンも受けたことがなく、五線譜も読めなかったが、優れた音感により、耳から演奏を覚え、毎日数時間練習に没頭した。

- ピアノに触れて数ヵ月後、ジャムは舞台にたって歌う機会を得るため、多くの店に自分を売り込んだ。
- 17歳のとき、ジャムは民歌西餐廳「天秤座」というレストランで常駐歌手となり、このレストラン全店の中で最年少常駐歌手の記録を作った。

- 二年ちょっとの常駐歌手で、ジャムは豊富な舞台経験を積んだ。また、多くの先輩たちと切磋琢磨する中、歌い方と舞台での風格に大きな変化があった。同時に現場でのリクエストに答えるため、ジャムは多くのチャイニーズポップに触れ、プロの歌手からさまざまな技術を学びとった。ジャムが好きな歌手は張信哲（中国語版）、張惠妹、曹格、張學友、那英、孫燕姿等で、よく彼らの曲を歌っていた。

- このとき、ジャムはまだ学生だったため放課後しか活動できなかった。キーボードと多くの楽譜を背中に背負い、バイクに乗って台北市や桃園、新竹の間をあちこち掛け持ち出演し、深夜まで歌い続けた。1週間の出演時間は50時間を超え、あるときには食事する時間すらなかった[5]。
- 常駐歌手仲間の古勝中によると「ある時、突然大雨が降ってきたんだけど、ジャム自身はもちろん、キーボードにも合羽を着せて、雨の中をバイクに乗って、次の出演会場まで向かったんだ。彼は本当にがんばりを貫き通しているよ」[6]こうしてジャムの常駐歌手生活は2007年7月で終わりを告げた。

### デビュー前（番組出場により世間の脚光を浴びる）（2007年）
- 2007年、ジャムは台湾の超人気番組「超級星光大道」という歌手オーディションの第二期に応募したが、製作サイドに第一期のPK対戦（道場やぶり）の挑戦者として参加を勧められた。初のPKはジャムが勝った。その次の挑戦にも勝利し、当時ジャムの出演により視聴率がアップ、4.06%にまで達した[7]。（TV局が100近くある台湾でこの数字は驚異的[信頼性要検証]）3回目のPKは負けてしまったが、そのすばらしい実力が視聴者を釘付けにし、非正式な参加者にもかかわらず大注目された。それにより、2007年「台湾Yahoo!奇摩十大ニュース人物」の第三位になった[8]。また、同年の「Googleホット・キーワード・ランキング-芸能人ランキング」では第二位になった[9]。

#### 「超級星光大道」のPK戦での成績
| 期 | 放送日     | テーマ                              | 歌唱曲           | 原曲者 | 点数 | 対戦相手             |
| -- | ---------- | ----------------------------------- | ---------------- | ------ | ---- | -------------------- |
| 18 | 2007/05/11 | 隱藏的危機： 踢館挑戰賽Part II      | 《世界唯一的你》 | 曹格   | 19   | 勝利：許仁傑（16点） |
| 19 | 2007/05/18 | 心魔： 踢館挑戰賽Part III           | 《背叛》         | 曹格   | 20   | 勝利：楊宗緯（14点） |
| 20 | 2007/05/25 | 他山之石可以攻錯： 終極版指名踢館賽 | 《新不了情》     | 萬芳   | 21   | 敗北：楊宗緯（24点） |

- ジャムは、たった三回のテレビ出演で、爆発的に知名度が上がり、彼が常駐歌手として働いていたレストランでの出演時には、毎回レストランが満席になった。ジャムがブログを開設すると、たった半月の間にアクセスが40万件を超えた[10]。当時、ジャムはまだ個人でアルバムを発売していなかったにもかかわらず、テレビ番組からのゲスト出演依頼が絶えなかった。また、参加した番組の視聴率は軒並み高くなった[11]。台湾の有名なロックバンド「信樂團」が彼にヴォーカル（vocal）を担当してほしいと誘うが、ジャムは断った[12]。

- 2007年8月、ジャムが大物歌手の張惠妹（A-mei）から評価され、彼女のニューアルバム『STAR』の「一眼瞬間」をデュエットした。この曲は史上最高に難しいデュエット曲と言われ、この曲の発表と同時に評判となり各ミュージック・ランキングのトップを獲得した。この曲も2007年のMTVテレビ局の「百大發燒金曲」の1位を得た[13]。2007年12月、台湾金馬映画大賞がジャムを招待。その国際的な舞台で、最優秀オリジナル映画の主題曲を歌い、当時のテレビ視聴率が3.95%に達した[14]。

### デビュー（2008～）
2008年
《蕭敬騰同名專輯》（2008）
- 2008年3月、ワーナー・ミュージックはジャムと4年間の契約をすると発表した[15]。6月、初の個人アルバム『蕭敬騰同名アルバム』を発売した。このアルバムは半年間｢五月天（MAYDAY）｣の阿信、「F.I.R.」の阿沁、「蘇打綠（ソーダグリーン）」の青峰、曹格、宋念宇等の中華音楽業界の一流ミュージシャンと一緒に真剣に準備してきた。発売されて直ぐに各CDセールスランキングの一位になった。その内、台湾G-music風雲榜及び 五大金榜というランキングで7週連続トップ1に輝いた[16]。さらにシンガポール、香港、マレーシアなどの各地域的セールスランキングでも一位となり、全アジアの各テレビ、ラジオ等のランキングを合わせると、全部で160以上のランキングでトップを獲得した[17]。最終的には、このアルバムが「G-music風雲榜」、「五大金榜」、「博客來年度百大華語音樂排行榜」、「KKBOX數位音樂風雲榜」において、2008年度華語アルバム総合ランキング3位を獲得した。

- 2008年7月、ジャムは台湾の淡水漁人碼頭で「同名專輯新歌發表會（新曲発表会）」という初の公演を行った。初めてアルバムを発売した新人にもかかわらず、この公演が1万人以上の観衆が集まるほどの注目を浴び、ジャムはライブで優れた実力を見せた。[19]ライブの様子は2008年8月にアルバム『First Live同名專輯影音限定版』と2008年9月に限定発売された『同名專輯終極收藏版』に収録された。
- セールスランキングで優れた成績を収めただけでなく、ジャムは複数の有名な音楽大賞の最優秀新人賞も獲得した。（詳しい記録は見本条文参照）。 2009年6月、彼は「台湾第20屆金曲獎」最優秀新人賞にノミネートされた。最終的に受賞とはならなかったが、この優れたアルバムが彼の全アジアでの知名度を上げる頑丈な基礎となった。[20]
- 歌手として成功した一方、ジャムは他の分野へも進出した。例えば、人気ドラマ『命中注定我愛你』にゲスト出演し演技も好評を得た。2008年12月、イタリアで撮影した写真集『蕭敬騰・聆聽義大利』を発行した。また、慈善寄付金のためシングルCD「給・愛人」を限定発売した。

2009年～2010年
《王妃》、《愛的時刻》（2009）
- 2009年7月17日　2ndアルバム「王妃」発表。7月17日から8月22日まで、台北、台中、墾丁など7ヵ所で新曲発表会を開く。このアルバムの中にはジャム自身が作詞作曲した4曲「小男人大男孩」「Green Door」「給愛人」「寂寞還是你」が収録されている。また彼にとって始めての楽曲プロデュースとなり、これら異なるスタイルの４曲はプロのクリエーターによる伝統的なラインやテイストが感じされ、彼の創作者としての才能が垣間見える作品となった。アルバム「王妃」は、台湾、シンガポール、香港、マレーシアでトップセールスを得る。1stシングル「王妃」もKKBOXのランキング1位、および3ヵ月間ランキングイン[21]。年間ランキングでも2位を獲得。この曲のヒットにより、ロックシンガーとしての道を開いた。第21回金曲賞最優秀男性歌手賞にノミネートされた。また、2009年の年末にソロライブコンサート「洛克先生 Mr. Rock」を行うことを発表した。

- 11月13日、3rdアルバムで女性歌手のカバー曲を集めた「Love Moments 愛的時刻　蕭敬騰自選輯」発表。この“演唱會先聽版”のCDは全工程を生演奏方式で録音し、カバー曲に新しいスタイルを吹き込んだ。また「超級星光大道」に出場した時のPK戦曲である「新不了情」をしてリリース。さらに台湾語の曲〈無言花〉も収録されており、彼の声域の豊富さによる歌唱力が発揮される作品となった。
- 2009年2枚のアルバムと5曲のC-Popランキング１位獲得により、あらゆるアーティストのトップに輝いた[22]。2009年のKKBOXデジタルミュージックランキングの年間トップ100曲のうち、＜王妃＞は第二位を獲得し、２枚のアルバムからは6曲がノミネートされた。ラジオ局HitFMのネット投票ではC-Popの人気歌手に選ばれ、一人で5曲の年間トップ100にランクインした[23]。アルバム「王妃」は、ジャムに第21回金曲獎（ゴールデンメロディアワード）の最優秀国語男性歌手、及び第十五屆新加坡金曲獎（第15回シンガポールゴールデンソング賞）の最優秀男性歌手受賞をもたらした。

「洛克先生Mr.Rock」蕭敬騰世界巡迴演唱會（2009-2011）
- 12月26日、デビュー2年で台北アリーナでソロライブ「MR.ROCK洛克先生」を開催。22歳での台北アリーナ単独ライブは、当時の最年少記録。その後、シンガポール(2010年3月)、北京(2010年11月)、クアラルンプール(2010年12月)、上海(2011年2月)でツアー開催。

2011年
6月30日、4thアルバム「狂想曲」発表。初のセルフプロデュース作品。選曲から録音、編集に至るまで自ら行う。7月20日、台北・淡水で新曲発表会。
2011年第17回シンガポール金曲賞で、最優秀男性歌手パフォーマンス賞受賞。
「狂想曲」は、2012年第23回金曲賞最優秀男性歌手にノミネート。
7月、主演映画「殺手欧陽盆栽」公開。2012年香港電影金像奨の最優秀新人賞を受賞。
2011年は中国の中国中央電視台(央視：CCTV)の春節番組(春晩)にも出演。中国大陸での知名度も上げていく。
8月6日・7日の香港コロシアム2daysを皮切りに、2013年3月まで、「有一種精神叫蕭敬騰」のライブツアーを実施。シドニー(2012年5月11日)、メルボルン(同5月12日)、ロンドン(2012年11月23日)を含む、全27回。8月6日の香港公演のチケットは、売り出し後5分で完売。追加公演の7日分も6分で完売。2012年2月11日・12日の台北アリーナ公演のチケットも秒殺。2013年3月30日、26歳の誕生日に台北アリーナのアンコールライブを行い、ツアー終了。1年8ヶ月に及ぶツアーによる観客数は30万人超。また、デビュー以来、5年で3回、のべ5日間の台北アリーナ公演を行い、爆発的な人気を決定づける。
2012年
3月29日、英語カバー曲による「Mr.Jazz A Song For You」ライブを、台北Neo Studioで開催。5月9日、ライブアルバムとして発売。5thアルバムに当たる。パワフルなロック曲だけでなく、ムーディなジャズも得意とすることを印象付ける。
11月30日、6thアルバム「以愛之名」を発表。12月8日、台北ATT Show Boxで新曲発表会を開催。当アルバムは、2013年の第24回金曲賞で最優秀男性歌手賞を受賞。「金曲歌王」と称されるようになる。
2013年
4月18日、2012年度の活躍により、第17回全球華語音楽榜中榜(チャイナ・ミュージックアワード)で、台湾地区での最優秀男性歌手を受賞。
7月20日、中国の北京衛視テレビのオーディション番組「最美和声」の老師(素人挑戦者に対する先生役)を、范瑋琪、陳羽凡、胡海泉と共に務める。10月13日の決勝戦でジャムチームの肖懿航が優勝する。
11月27日～12月7日、アメリカライブツアー。11月27日・28日、コネチカット州モヒガンサンアリーナ、12月7日、ラスベガス・オーリンズカジノで開催。
2014年
自身の録音スタジオ「Jam Studio」を開設。設計士に特別注文したもので、最新の録音設備やイタリア・FAZIOLI社製のグランドピアノを設置。中華エンタテイメント界では、最先端で最も豪華な録音スタジオの一つと言われている。
4月19日から北京衛視テレビのオーディション番組「最美和声シーズン2」がスタートし、今季も老師を務める。他の老師は、黄綺珊、陶喆、孫楠。7月12日の決勝戦でジャムチームの許一鳴が優勝する。2季連続。
6月24日、7thアルバム「The Song」を発表。カバーアルバムを除いたオリジナルアルバムとしては5作目。
8月22日、主演映画「大宅們」公開
2015年
2014年11月22日・23日の台北アリーナから「TRIPLE JAM」のツアー開始。上海、北京、香港、シンガポール等、18回開催。
2月6日、主演ラブコメ映画「一路驚喜」中国で公開
5月9日から北京衛視テレビのオーディション番組「最美和声シーズン3」がスタートし、3年連続で老師を務める。他の指導者は、譚維維、張杰、楊坤。8月1日の決勝戦でジャムチームの宋宇が優勝する。3季連続。
5月31日、台湾のFMラジオ局・Hit FM主催のHITO流行音樂獎(Hitoミュージックアワード)で、最優秀男性歌手賞を受賞。
中国の中国中央電視台(央視：CCTV)のファミリーヒストリー番組「客従何処来」にも出演。父方の祖父の出身地である福建省を訪ねる。
10月5日、積極的な社会貢献活動等により、第53回台湾地区十大傑出青年奨を受賞。ミュージャンの受賞は、劉徳華(1999年)、張惠妹(2000年)に続くもので、28歳での受賞は最年少となる。
注) 蕭敬騰獲頒10大傑出青年(2015年10月5日引用)
http://www.chinatimes.com/realtimenews/20151005002341-260404
2016年
2015年12月31日、8thアルバムで70～90年代に親しまれてきた曲をカバーした「Reminiscence」を発表。2016年1月30日、台北・統一阪急百貨店特設会場で新曲発表会開催。
第20回全球華語音楽榜中榜(チャイナ・ミュージックアワード)で、台湾・香港地区の最優秀男性歌手賞を受賞。また「TRIPLE JAM」のツアーもアジア最優秀ライブ賞を受賞する。
7月15日から10月7日まで、中国の江蘇電視テレビのバラエティ番組「我們戦闘吧」にレギュラー出演。中国、香港で俳優等で活躍する井柏然、王凱、王嘉爾、楊爍、白敬亭とチームを組んで、毎回、難題ゲームに挑戦した。
11月4日から2017年1月13日まで、中国の浙江電視テレビの音楽バラエティ番組「夢想的声音」にレギュラー出演。張惠妹、羽泉、田馥甄、林俊杰と共に、毎回、素人出場者の挑戦を受け、歌唱力やパフォーマンス力を競った。
11月24日～26日、「蕭敬騰Power of love」のアメリカツアーを実施。24日ネバダ州リノ、26日ニューヨークマジソンスクエアガーデン。中国人歌手がマジソンスクエアガーデンの舞台に上がるのは、張學友(1995年)、五月天(2014年)、陳奕迅(2015年)に続くもの。
6月5日、第13回HITO流行音樂獎に、ジャムがヴォーカル＆ピアノを務めて編成した獅子合唱団(LION)として出演。9月16日、1stアルバム「LION」を発表し、正式デビュー。10月8日、新北市市民広場で新曲発表会を開催。
2017年
5月12日～14日、「蕭敬騰IMBA搖滾與浪漫演唱會」としてオーストラリアツアーを開催。12日メルボルン、14日シドニー。
6月16日、17日、中国の北京衛視テレビ・浙江衛視テレビ・動画配信サイト愛奇藝によるドラマ「深夜食堂華語版」の「明天」に里昂(リアン＝LEON)役で主演。
獅子合唱団は、1月21日から4月22日まで、湖南衛視テレビの音楽バラエティ番組「歌手2017」に出演。プロの歌手同士の勝ちあがり番組で、総合3位を修める。
8月24日、上海のマダムタッソー蝋人形館に蕭敬騰像が置かれる
9月4日、自宅から犬の「咖啡」が近所の南港公園に逃走。本人もずっと公園内を探し、スタッフ、ファン、保護動物専門家の協力を得て、32時間後の9月6日深夜、無事に「咖啡」を保護。
10月13日、獅子合唱団翻唱専輯「REPLAY」發行
2018年
1月13日、ニューシングル 《皮囊》をリリース。ジャズ、クラシック、ロックなど素晴らしく個性的なスタイル曲に仕上がった。その中で19回ものシャウトがある。
《娛樂先生世界巡迴演唱會》という《TRIPLE JAM 世界巡迴演唱會》に続く4回目のワールドツアーを発表
- 《娛樂先生世界巡迴演唱會》のチケット発売後、なんとたった1分でソールドアウトに。瞬間アクセス数20万と予想をはるかに上回るアクセスがあり、システムがダウンした。
- ニューシングル《皮囊》 のＭＶで使用している衣装はフランスの有名ブランドグッチのフランス本社から直々に提供された。5着の今期スプリングコレクションを着こなし、ファッソンリーダーとしての存在感もアピールしている。
- ファッションブランド Calvin Klein で初めてのアジア地区ブランドキャラクターに選ばれる。

## 特技・趣味・嗜好など
音楽
ジャムは、透き通るような高音から、低重音でパワー、突破力のある歌声まで、幅広い歌声を持っており、聴衆への感化力が大きいと有名。特にライブでの歌声に定評がある。ジャムの歌い方は独特で、原曲とはまったく異なる曲に変えることが出来る。ある音楽評論家は「ジャム節」と評した。曲風は多様で，中国語の情感のある曲から西洋のロック、台湾語の曲まで熟練している。「超級星光大道」の審査員黄韻玲がその歌声に対し「この歌声は、私をうっとりさせてしまう…。そして、お嫁さんになりたいっと想ってしまうわ。」と発言。大物ミュージシャン伍思凱は、「ジャムの低音は磁力があり、中音は飽和し、高音は爆発力がある。」と評した。また、多くの歌手がジャムを賞賛しており、張惠妹が評価して実現したデュエット〈一眼瞬間〉以外に、人気歌手の曹格はメディアの前で「俺はジャムのファンになりたい」と発表した。蘇打綠（ソーダ・グリーン）のメインボーカル青峰は公の場でジャムに楽曲を提供したいと発言。その他、ジャムはキーボード、ギター、サックス、笛など多くの楽器が出来る。最も得意とするドラム演奏以外にもピアノの弾き語りが高く評価されている。音楽製作への道も歩んでおり、ファーストアルバムに収録されている〈海芋戀〉は、ジャムが17歳のときに作った曲で、ジャムの兄の蕭百城が作詞している。その他、ジャムが手掛けた作品は、下記表参照のこと。
| リリース年                | 収録CD             | 曲目（作詞/作曲） |
| ------------------------- | ------------------ | --- |
| 2008年                    | 《蕭敬騰同名專輯》 | 〈一輩子存在〉（曲） 〈海芋戀〉（曲） |
| 2009年                    | 《王妃》           | 〈寂寞還是你〉（詞/曲） 〈給愛人〉（曲） 〈小男人大男孩〉（詞/曲） 〈Green Door〉（詞/曲）                                                                                               |
| 2011年                    | 《狂想曲》         | 〈你〉（詞） 〈好想對你說〉（詞/曲） 〈白蛇傳〉（詞/曲） 〈茉莉戀〉（詞/曲） 〈看對眼〉（詞/曲）                                                                                         |
| 2012年                    | 《以愛之名》       | 〈福爾摩斯〉（曲） 〈爸爸〉（詞/曲） 〈Marry Me〉（詞） 〈活在故事裡〉（詞/曲） 〈約定你〉（曲） 〈第六感〉（詞/曲）                                                                     |
| 2014年                    | 《The Song》       | 〈吻我吧〉（詞/曲） 〈我就是愛你〉（詞/曲） 〈我在飛〉（詞/曲） 〈跟我玩〉（詞/曲） 〈Kelly〉（詞/曲） 〈這首歌〉（曲）                                                                  |
| 2016年 (獅子合唱団として) | 《LION》           | <LION>(曲) <最後的請求>(詞／曲) <你和我>(詞／曲) <Music Fighter>(詞／曲) <除了你我別無選擇>(詞／曲) <迷路的心>(詞／曲) <拯救>(詞／曲) <為你>(詞／曲) <小丑是我>(詞／曲) <卡樂歌>(詞／曲) |

性格
・歌を歌っているときは、とてもパワーがあり堂々としているが、会話になると途端にか細い声になり、はにかみながら恥ずかしがってしまうため、メディアから省話一哥」 というニックネームをつけられた。
このようなステージ前後のギャップもジャムの個性の一つである。著名な司会者徐熙娣（小S）は「康熙來了」という番組で以下のように話している。「こんなに白くてひょろひょろの男性が歌手になんてまったく見えない！でも一声歌い始めると天使が舞い降りてきたように見える。」
・ジャムは運動能力も高く、卓球、バドミントン、バスケットボール、ビリヤード、ゴルフ、スケートが出来る。また美術面にも天性の才能があり、そのながでもスケッチと撮影が好き。一冊目の書籍《蕭敬騰的成年禮》の中にはジャムが書いた絵が載っている。2008年9月発行の《同名專輯終極版》では自ら書いた自画像を表紙に載せている。歌を歌う、音楽鑑賞、運動、絵を描く、撮影以外に、マジックやジョーク話も得意とする。所属事務所の喜鵲娯楽でバスケットボールチームを作り、台湾や中国大陸の高校・大学のチームと試合を行う。ジャムの背番号は3。ポジションはSG(シューティングガード)。また、何潤東、周杰倫などバスケットが好きな友人とは、一緒に練習や試合を行うこともある。
・ジャムは小動物も好きで、特に猫が大好き。彼は自分の自己慢熱な性格を猫のようだと言っている。ジャムの愛猫は「北灰」と「東區」といい、何度もメディアの前に出演している。現在(2017年6月現在)、5匹のネコと4匹の犬を飼っている。元々野良犬であったり、捨てられていたりしていて、すべて保護された犬猫で、骨格等が不自由な犬もいる。「北灰」の意味は台語で白灰という意味で、ジャムがその毛色から名づけた。「東區」は醜くかった子供の頃から成長して後は台北東區の辣妹のようにキレイなるという洋楽の〈Don't Cha〉から創造してつけた。
・ジャムは、動物保護や環境保全、教育基金、医療活動等へ寄付支援を行っているが、「善いことをするのに、わざわざ人に知らせる必要はあるのか」と、その多くは公にすることなく行われている。2015年7月、台北郊外のプールで爆発事故があり、多数の死傷者が出た時も、他の芸能人が積極的に寄付金額を示すなか、彼は「金額よりも患者の皆さんをどう助けるかが重要」という姿勢を示している。
注) 老蕭遣護理師同事駐院幫傷患(2015年7月3日引用)
http://www.chinatimes.com/newspapers/20150703000777-260112
エピソード
■「雨神」の由来
・2012年7月21日、北京ライブの際、北京では61年ぶりの豪雨に見舞われた。同年8月8日、上海ライブのチケット発売日には台風が遭遇。同年11月23日、イギリスの各地で豪雨による洪水が発生した時、彼はロンドンでライブを行っていた。これらのことから、ファンの間で「雨神」と呼ばれるようになった。
2017年3月23日、世界気象の日に中国気象台のツイートで、「中国気象台も蕭敬騰の動向を気にしている」とのつぶやきあり。
注) 中国气象局、中央气象台先后“盯”上了蕭敬騰(2017年3月25日引用)
http://news.sina.com.cn/c/2017-03-25/doc-ifycsukm3542464.shtml

## 作品

### シングル
| リリース年月 | 曲名               | 作詞            | 作曲           | タイアップ等 |
| ------------ | ------------------ | --------------- | -------------- | --- |
| 2007年08月   | 《一眼瞬間》       | 鄔裕康          | 曹格           | 女性ヴォーカリスト・張惠妹とのデュエット曲で彼女の《STAR》に収録されている。 |
| 2007年12月   | 《跟著我˙鼠來寶》  | 荒山亮 (中文詞) |                | 英語オリジナル曲名〈How We Roll〉。鼠來寶（Alvin and the Chipmunks） 映画の中国語版主題歌。 単独での発行は無く、映画《鼠來寶》のDVD予約特典に収録されている。                                                                     |
| 2008年06月   | 《相親相愛》       | 陳樂融          | 陳耀川         | 四川大地震の復興応援ソング。ワーナーミュージックに所属する全部で17組の アーティストが参加して作成した。 |
| 2008年09月   | 《寂寞還是你》     | 蕭敬騰          | 蕭敬騰         | 個人として初めて発表したジャムが作詞作曲した曲。 2008年の携帯HTC Touch Vivaの特典CDとネットでの音楽配信という 2種類の方法で発売された。アルバム《王妃》にも収録されている。                                                       |
| 2008年12月   | 《給．愛人》       | 陳鎮川          | 蕭敬騰         | MV監督：邵亭魁。創世基金會の為に創作された歌曲， 公益シングルCD《給．愛人》で発売。 アルバム《王妃》にも収録。 |
| 2009年01月   | 《祝你幸福》       | 林煌坤          | 林家慶         | 原唱：鳳飛飛 MV監督：游家敏。スポークスマンを務めた遠雄房屋の 「幸福三部曲」のコマーシャルソング。 アルバム《Love Moments 愛的時刻自選輯》の中国版に収録されている。                                                              |
| 2009年06月   | 《過去的明天》     | 林夕            | 羅大佑         | 第20屆金曲獎受賞式にて，過去の受賞者と新人賞ノミネート者 （盧廣仲、林宥嘉、蕭敬騰、蕭閎仁、梁文音）など24組の歌手が 参加した反海賊版プロモーション活動の記念ソング。                                                              |
| 2009年09月   | 《台灣我愛你》     | 趙治德          | 趙治德         | 台湾で起きた台風8号（モーラコット台風）の復興支援のため， 中華キリスト協会が発起，由孫越、陶大偉、蕭敬騰など多くの 芸能人が制作に携わった。                                                                                       |
| 2009年10月   | 《愛 和平 新世紀》 |                 |                | 2009全球和平大會主題曲〈Where Peace Begins〉の中国語版， 和平大使の蕭敬騰が歌い，グラミー賞を受賞したバイオリニスト Jamiiが製作・アレンジした。                                                                                   |
| 2009年10月   | 《微笑上海》       | 陳少琪          | 莊冬昕         | 2010年上海万博開幕まで200日のテーマ曲。劉德華、李玟、林俊傑、羽泉、 張靚穎、蕭敬騰、陳綺貞等の歌手が共演した。 |
| 2010年02月   | 《有隻老虎》       | 馬奕強          |                | ワーナー台湾所属アーティストたちによる庚寅年の新年を祝う曲。 童謡〈兩隻老虎〉のアレンジで，ネットの音楽配信にて発売。 |
| 2011年03月   | 《Believe 相信愛》 | 陳建寧・謝宥慧  | 陳建寧         | 台湾アーティストたちによる東日本大震災の復興支援ソング。 |
| 2011年09月   | 《為你加油》       | 蕭煌奇・朱萬花  | 蕭煌奇         | ワーナー台湾所属アーティストたちによる 偏遠地區孩童錄製的「我要上學」助學行動のテーマ曲。 |
| 2012年03月   | 《第六感》         | 蕭敬騰          | 蕭敬騰         | 映画《影子愛人 邦題:7日間の恋人》の主題歌。 |
| 2012年05月   | 《追尋唯一》       | 崔恕            | 加百利         | 2012 BMW 1シリーズのショートムービー《追尋唯一》の主題歌。 |
| 2013年11月   | 《每天一點新》     | 陳少琪          | 葉澍暉         | 上海の百貨店「新世界百貨公司」の開店20周年記念曲 |
| 2013年11月   | 《滄海一聲笑》     |                 |                | 原唱：黃霑。台湾の八大綜合台テレビ、および 緯來電影台テレビのドラマ「笑傲江湖」の主題歌 |
| 2014年3月    | 《冰封》           | 姚謙            | 吳彤           | 映画「急凍行者」主題歌 |
| 2014年04月   | 《鈴鈴》           | 曹宇棠          | 陳奐仁         | 女性ヴォーカリスト・范瑋琪とのデュエット曲。 台灣衛視中文台テレビの韓国ドラマ「繼承者們」の中国語版主題歌。 アルバム「The Song」に収録。                                                                                          |
| 2014年04月   | 《我就是愛你》     | 蕭敬騰          | 蕭敬騰         | 《ASUS ZenFone》の2014年度CM曲。アルバム「The Song」に収録。 |
| 2014年04月   | 《到不了的地方》   | 李鼎・ 潘柏希   | V.K克          | 映画「到不了的地方」の主題歌。アルバム「The Song」に収録。 |
| 2014年05月   | 《Kelly》          | 蕭敬騰          | 蕭敬騰         | 台灣緯來戲劇台テレビの韓国ドラマ「來自星星的你」の 中国語版エンディング曲。アルバム「The Song」に収録。 |
| 2014年09月   | 《天敵》           | 林夕            | 蕭敬騰・ 阿火  | 映画「痞子英雄2：黎明再起」の主題歌 |
| 2014年12月   | 《到处都是爱》     | 林夕            | 金培达         | 主演映画「一路惊喜」の主題歌 |
| 2015年01月   | 《愛無反顧》       | 洪誠孝          | 阿火           | 中国および台湾のドラマ「千金女賊」の主題歌 |
| 2015年03月   | 《Rock K.O.》      | 蕭敬騰          | 蕭敬騰         | 携帯ゲーム「全民快打」の主題歌 |
| 2015年07月   | 《一起精彩》       | 陳少琪          | 叶肇中         | 中国アムウェイ社20周年記念曲 |
| 2016年01月   | 《我的大學》       | 尹约            | 錢雷           | 中国のネット配信会社・樂視網睡のドラマ「在我上鋪的兄弟」の主題歌 |
| 2016年02月   | 《如果時間剩一秒》 | 科爾沁夫        | 梅林茂         | 女性ヴォーカリスト・李玟とのデュエット曲。 映画「臥虎藏龍：青冥寶劍」の主題歌 |
| 2016年07月   | 《給牠一個家》     | 張祖誠          | 張祖誠         | 張祖誠、任家萱、王若琳、王治平、李毓芬、周興哲、王思佳、周予天、 方炯鑌、黃荻鈞、Lulu黃路梓茵、LollipopF棒棒堂、TOP1男子漢、Echo李昶俊、 余荃斌No nameによるコーラス曲で、動物虐待防止、および動物愛護活動への キャンペーンソング |
| 2016年07月   | 《無痛的痛苦》     | Tiffany C       | John Debney    | 映画「封神傳奇」の主題歌 |
| 2016年11月   | 《不信邪》         | 阿火            | 阿火           | 男性ヴォーカリスト・小宇とのコラボ曲。 台湾警察のオレオレ詐欺防止キャンペーンビデオ挿入歌 |
| 2016年12月   | 《決絕的信仰》     | 陳少琪          | William Wright | 映画「星際大戰外傳：俠盜一號(スターウォーズ・ローグワン)」の中国語版主題歌。 ピアノをチアルート・イムウェ役を演じたドニー・イェンが担当。                                                                                         |
| 2017年03月   | 《凡人歌》         | 李宗盛          | 李宗盛         | 台湾のバンド・五月天とのコラボ曲 |
| 2017年06月   | 《光線背後》       | 奶六            | 蕭敬騰         | 中国の北京衛視テレビ・浙江衛視テレビ・動画配信サイト愛奇藝による ドラマ「深夜食堂華語版」の主題歌 |
| 2017年06月   | 《永無止盡的愛》   | 蕭敬騰          | 蕭敬騰         | 中国の北京衛視テレビ・浙江衛視テレビ・動画配信サイト愛奇藝による ドラマ「深夜食堂華語版」の挿入歌 |
| 2017年07月   | 《河》             | 小強            | 力Q            | ドラマ「河神」の主題歌 |
| 2017年08月   | 《LION》           | 蕭敬騰          | 獅子合唱團     | 映画「俠盜聯盟(The Adventures)」の宣伝曲 |
| 2017年10月   | 《一起飛一起愛》   | 小強            | 力Q            | 天主教單國璽基金キャンペーンソング |
| 2017年10月   | 《羞羞的鐵拳》     | 陳曦            | 董冬冬         | 映画「羞羞的鐵拳」の主題歌 |
| 2017年11月   | 《請記住我》       |                 |                | 映画「可可夜總會」主題歌 |
| 2017年11月   | 《誰是英雄》       | 鄒強            | 鄒強           | ゲーム「蒼天英雄誌」主題歌 |
| 2018年01月   | 《皮囊》           | 曲世聰          | 曲世聰         | |

### オリジナルアルバム
| 順序 | 発売                    | タイトル                               | 曲目 | 備考 | レコード会社                 |
| ---- | ----------------------- | -------------------------------------- | --- | --- | ---------------------------- |
| 1st  | 2008/06/16              | 《蕭敬騰同名專輯》                     | 曲目 1. 收藏 2. 王子的新衣 3. 原諒我 4. 奮不顧身 5. 疼愛 6. 多希望你在 7. 活著 8. 一輩子存在 9. 我在哭 10. Blues 11. 海芋戀 | - 初のオリジナルアルバム | ワーナーミュージック（台湾） |
| 1st  | 2008/08/01 改版リリース | 《蕭敬騰同名專輯First Live影音限定版》 | 曲目 CD 1 1. 收藏 2. 王子的新衣 3. 原諒我 4. 奮不顧身 5. 疼愛 (紅麴黑麥汁CM曲) 6. 多希望你在 7. 活著 8. 一輩子存在 9. 我在哭 10. Blues 11. 海芋戀：Bonus Track(古道茶飲CM曲) CD 2 1. 王子的新衣 2. 活著 3. 海芋戀 4. 夠不夠 feat. 方大同 5. Love Song by 方大同 6. 奮不顧身 7. 一輩子存在 8. 我在哭 9. Blues 10. 疼愛 11. 原諒我 12. 多希望你在 13. 收藏 DVD 1. 王子的新衣 2. 活著 3. 海芋戀 dance with 徐若瑄 4. 夠不夠 feat. 方大同 5. Love Song by 方大同 6. 奮不顧身 7. 一輩子存在 8. 我在哭 9. Blues 10. 疼愛 11. 原諒我 12. 多希望你在 13. 收藏 | | ワーナーミュージック（台湾） |
| 1st  | 2008/09/26 改版リリース | 《蕭敬騰同名專輯 終極收藏版》          | 曲目 同名專輯CD 1. 收藏 2. 王子的新衣 3. 原諒我 4. 奮不顧身 5. 疼愛 6. 多希望你在 7. 活著 8. 一輩子存在 9. 我在哭 10. Blues 11. 海芋戀 新歌發表會Live CD 1. 王子的新衣 2. 活著 3. 海芋戀 4. 夠不夠 feat. 方大同 5. Love Song by 方大同 6. 奮不顧身 7. 一輩子存在 8. 我在哭 9. Blues 10. 疼愛 11. 原諒我 12. 多希望你在 13. 收藏 新歌發表會 Live影像珍藏DVD 1. 王子的新衣 2. 活著 3. 海芋戀 feat. 徐若瑄 4. 夠不夠 feat. 方大同 5. Love Song by 方大同 6. 奮不顧身 7. 一輩子存在 8. 我在哭 9. Blues 10. 疼愛 11. 原諒我 12. 多希望你在 13. 收藏 影像絕品收藏DVD 1. 收藏 MV 2. 王子的新衣 MV 3. 原諒我 MV 4. 奮不奮身 MV 5. Blues (Vampire Hunter Ver.) MV 6. 收藏MV花絮大追擊 7. 王子的新衣MV花絮大追擊 8. Blues MV花絮大追擊 9. 工作實境貼身側拍 10. 「大家準備好了」&「蕭敬騰也準備好了」網路宣傳小短片 11. 蕭敬騰自彈自唱「Thank You!!」大公開 | | ワーナーミュージック（台湾） |
| 2nd  | 2009/07/17              | 《王妃》                               | 曲目 1. 王妃 2. 我不會愛 3. 阿飛的小蝴蝶 4. 善男信女 5. Say a lil something 6. 愛遊戲 7. 小男人大男孩 8. 會痛的石頭 9. 愛過了頭 10. Green Door 11. 給愛人 12. 寂寞還是你 | - リリース1週目のG-musicC-popランキングトップ（シェア33.10%）及び総合ランキング（シェア22.76%）トップ - ファイブミュージックランキング トップ（シェア24.45%）       | ワーナーミュージック（台湾） |
| 2nd  | 2009/08/28 改版リリース | 《王妃Live影音限定版》                 | 曲目 CD 1 1. 王妃 2. 我不會愛 3. 阿飛的小蝴蝶 4. 善男信女 5. Say a lil something 6. 愛遊戲 7. 小男人大男孩 8. 會痛的石頭 9. 愛過了頭 10. Green Door 11. 給愛人 (Bonus Track) 12. 寂寞還是你 (Bonus Track) CD 2 1. 王妃 2. 善男信女 3. 愛過了頭 4. 小男人大男孩 5. Green Door 6. Say a lil something 7. 我不會愛 8. 阿飛的小蝴蝶 9. 寂寞還是你 10. 會痛的石頭 DVD 1. 王妃 2. 善男信女 3. 愛過了頭 4. 小男人大男孩 5. Green Door 6. Say a lil something 7. 我不會愛 8. 阿飛的小蝴蝶 9. 寂寞還是你 10. 會痛的石頭 | | ワーナーミュージック（台湾） |
| 3rd  | 2011/06/30              | 《狂想曲》                             | 曲目 1. 你 You 2. 複製人 Clone 3. 狂想曲 Wild Dreams 4. 只能想念你 Miss you forever 5. 話不多 Quiet 6. 怎麼說我不愛你 How to say I don't love you 7. 不停有意外的世界 The Unexpectable World 8. 敷衍 Perfunctoriness 9. 信仰 Faith 10. 好想對你說 (悲傷版) I really want to say (sad version) 11. 好想對你說 I really want to say 12. 白蛇傳 Tale of the White Snake 13. 茉莉戀 Jasmine Love 14. 看對眼 Love at the first sight | - リリース1週目のG-musicC-popランキングトップ（シェア19.1%） - リリース2週目の総合ランキング（シェア13.92%） - ファイブミュージックランキングトップ（シェア27.09%） | ワーナーミュージック（台湾） |
| 3rd  | 2011/07/29 改版リリース | 《狂想曲 夏日狂歡慶功限量版》          | 曲目 CD 1. 你 2. 複製人 3. 狂想曲 4. 只能想念你 5. 話不多 6. 怎麼說我不愛你 7. 不停有意外的世界 8. 敷衍 9. 信仰 10. 好想對你說 (悲傷版) 11. 好想對你說 (殺手歐陽盆栽電影主題曲) 12. 白蛇傳 (內地Nokia廣告主題曲) 13. 茉莉戀 (內地統一冰醇茉莉廣告主題曲) 14. 看對眼 (內地寶島眼鏡廣告主題曲) LIVE DVD 1. 狂想曲 2. 話不多 3. 複製人 4. 好想對你說 5. 你 6. 怎麼說我不愛你 7. 不停有意外的世界 8. 信仰 9. 只能想念你 10. 敷衍 11. 白蛇傳 12. 王妃 | | ワーナーミュージック（台湾） |
| 4th  | 2012/11/30              | 《以愛之名》                           | 曲目 1. 福爾摩斯（Holmes） 2. 爸爸（PaPa） 3. Marry Me 4. 不正常（Unusual） 5. 活在故事裡（Story） 6. 以愛之名（It's all about LOVE） 7. 如果（If） 8. 兄弟我說（Hey, Brother!） 9. 練習曲（Practice） 10. 純金打造（Golden Love） 11. 你知道嗎（Do You Know?） | - ファイブミュージックランキング４週連続トップ - iTunes Storeアルバムランキングトップ                                                                               | ワーナーミュージック（台湾） |
| 4th  | 2013/01/25 改版リリース | 《以愛之名 愛的3D版》                  | 曲目 【CD曲目】 1. 福爾摩斯 / Holmes (詞：阿信/五月天 曲：蕭敬騰) 2. 爸爸 / Pa Pa (詞：蕭敬騰 曲：蕭敬騰) 3. Marry me (詞：蕭敬騰 曲：陳奐仁 林雅慧) 4. 不正常 / Unusual (詞：崔惟楷 曲：怪獸/五月天) 5. 活在故事裡 / Story (詞：蕭敬騰 曲：蕭敬騰) 6. 以愛之名 / It’s all about LOVE (詞：青峰 曲：青峰) 7. 如果 / If (詞：陳國華 曲：陳國華) 8. 兄弟我說/ Hey,Brother (詞：方文山 曲：小宇) 9. 練習曲 / Practice (詞：古皓 曲：古皓) 10. 純金打造 / Golden Love (詞：李格弟 曲：金培達) 11. 你知道嗎 / Do you know (詞：阿弟仔 曲：阿弟仔) 【BONUS CD曲目】 1. 約定你 / You 2. 悲愛 / Love with sorrow 3. 第六感 / The sixth sense 【LIVE DVD曲目】 1. 兄弟我說 2. 不正常 3. 練習曲 4. 以愛之名 5. Marry Me 6. 活在故事裡 7. 你知道嗎 8. 如果 9. 純金打造 10. 好想對你說 11. A Song For You 12. 爸爸 13. 福爾摩斯 | | ワーナーミュージック（台湾） |
| 4th  | 2013/01/25 改版リリース | 《以愛之名 愛的典藏版》                | 曲目 【CD曲目】 1. 福爾摩斯 / Holmes (詞：阿信/五月天 曲：蕭敬騰) 2. 爸爸 / Pa Pa (詞：蕭敬騰 曲：蕭敬騰) 3. Marry me (詞：蕭敬騰 曲：陳奐仁 林雅慧) 4. 不正常 / Unusual (詞：崔惟楷 曲：怪獸/五月天) 5. 活在故事裡 / Story (詞：蕭敬騰 曲：蕭敬騰) 6. 以愛之名 / It’s all about LOVE (詞：青峰 曲：青峰) 7. 如果 / If (詞：陳國華 曲：陳國華) 8. 兄弟我說/ Hey,Brother (詞：方文山 曲：小宇) 9. 練習曲 / Practice (詞：古皓 曲：古皓) 10. 純金打造 / Golden Love (詞：李格弟 曲：金培達) 11. 你知道嗎 / Do you know (詞：阿弟仔 曲：阿弟仔) 【BONUS CD曲目】 1. 約定你 / You 2. 悲愛 / Love with sorrow 3. 第六感 / The sixth sense 【LIVE CD曲目】 1. 兄弟我說 2. 不正常 3. 練習曲 4. 以愛之名 5. Marry Me 6. 活在故事裡 7. 你知道嗎 8. 如果 9. 純金打造 10. 好想對你說 11. A Song For You 12. 爸爸 13. 福爾摩斯 【LIVE DVD曲目】 1. 兄弟我說 2. 不正常 3. 練習曲 4. 以愛之名 5. Marry Me 6. 活在故事裡 7. 你知道嗎 8. 如果 9. 純金打造 10. 好想對你說 11. A Song For You 12. 爸爸 13. 福爾摩斯 【MV 曲目】 1. 福爾摩斯/導演：比爾賈 2. 以愛之名/導演：黃中平 3. 兄弟我說/導演：珍妮花 (特別演出/喬喬) 4. 爸爸/導演：珍妮花 5. Marry Me/導演：蕭敬騰 | | ワーナーミュージック（台湾） |
| 5th  | 2014/06/27              | 《The Song》                           | 曲目 1. 吻我吧（Kiss Me） 2. 我就是愛你（Love Me, Please） 3. 放開（Let Go） 4. 鈴鈴(& 范瑋琪)（Ring Ring） 5. 說（Say It） 6. 色（Color） 7. 我在飛（I'm Flying） 8. 跟我玩（Play With Me） 9. Kelly 10. 這首歌（The Song） 11. 這首歌（演奏版）（The Song（instrumental）） 12. 到不了的地方（Anywhere, Somewhere, Nowhere） | | ワーナーミュージック（台湾） |
| 6th  | 予定 2018年             | 《》                                   | 曲目 | | ワーナーミュージック（台湾） |

### カバーアルバム
| 順序 | 発売日                      | タイトル                        | 曲目 | 備考 | レコード会社                 |
| ---- | --------------------------- | ------------------------------- | --- | --- | ---------------------------- |
| 1st  | 2009/11/13                  | 《Love Moments 愛的時刻自選輯》 | 曲目 1. 開到荼蘼 2. 新不了情 3. 如果沒有你 4. 夢一場 5. 無言花 6. 我懷念的 7. 記念 8. 寫一首歌 9. 記得 10. 倒帶 | - 全工程生演奏で録音 - リリース１週目G-musicC-Popランキングトップ（シェア20.47%）及び総合ランキングトップ（シェア9.88%） - リリース１週目ファイブビュー十区ランキング（シェア42.62%） | ワーナーミュージック（台湾） |
| 2nd  | 2012/05/09                  | 《Mr. Jazz_A Song For You》     | 曲目 1. For Once in My Life/Stevie Wonder 2. (I Love You) For Sentimental Reasons/Nat King Cole 3. How Can You Mend a Broken Heart/Bee Gees 4. How Deep is Your Love/Bee Gees（首波主打） 5. Fever/Elvis Presley 6. Save the Last Dance for Me/Michael Buble 7. Rhythm of the Rain/The Cascades 8. Sorry Seems to Be the Hardest Word/Elton John 9. Put Your Head on My Shoulder/Paul Anka 10. L-O-V-E/Nat King Cole 11. A Song For You/Leon Russell | - 首張全英文專輯 - 發行首週G-music西洋榜冠軍（シェア38.41%）與五大金榜西洋榜冠軍（シェア24.81%）                                                                                      | ワーナーミュージック（台湾） |
| 2nd  | 2012/06/13 改版限定リリース | 《黑膠唱片限定版》              | 曲目 SIDE A 1. For Once in My Life 2. (I Love You) For Sentimental Reasons 3. How Can You Mend a Broken Heart 4. How Deep is Your Love 5. Fever 6. Save the Last Dance for Me SIDE B 1. Rhythm of the Rain 2. Sorry Seems to Be the Hardest Word 3. Put Your Head on My Shoulder 4. L-O-V-E 5. A Song for You | | ワーナーミュージック（台湾） |
| 3rd  | 2015/01/31                  | 《Reminiscence》                | 曲目 1. 千言萬語 2. 被遺忘的時光 3. 袖手旁觀 4. 矜持 5. 張三的歌 6. 一次幸福的機會 7. 親密愛人 8. 想你的人沒有睡 9. 愛的箴言 10. 城裡的月光 | - 全專輯採用Studio Live概念，錄音室現場同步錄音錄影 | ワーナーミュージック（台湾） |

### LION（獅子合唱團）アルバム
| 順序 | 発売日     | タイトル   | 曲目 | 備考 | レコード会社                 |
| ---- | ---------- | ---------- | --- | --- | ---------------------------- |
| 1st  | 2016/09/16 | 《LION》   | 曲目 1. Lion 2. 最後的請求 3. 你和我 4. Music Fighter 5. 除了你我別無選擇 6. 迷路的心 7. 拯救 8. 為你 9. 小丑是我 10. 卡樂歌 | - ジャムが始めて結成したロックバンドの初アルバム | ワーナーミュージック（台湾） |
| 2nd  | 2017/10/13 | 《Replay》 | | 曲目 1. 再見我的愛 -原唱:櫻桃幫 2. You`re Beautiful - 原唱:James Blunt 3. 秘密 -原唱:張震嶽 4. 天亮以後說分手 -原唱:信樂團 5. Don`t Break My Heart -原唱:黑豹樂隊 6. 我們的愛 -原唱:F.I.R. 7. Purple Rain - 原唱:Prince 8. It`s My Life - 原唱:Bon jovi 9. Bad Day - Daniel 原唱:Powter 10. Sometimes when we touch- 原唱:Rod Stewart | ワーナーミュージック（台湾） |

### DVD
| 順序          | 発売                                        | タイトル | 曲目                                                                            | 備考                         | レコード会社 |
| ------------- | ------------------------------------------- | --- | ------------------------------------------------------------------------------- | ---------------------------- | ------------ |
| 2010年7月5日  | 《洛克先生Mr.Rock演唱會Live紀實》           | 曲目 DISK 1 CD 1. Opening 2. 王子的新衣 3. 上海灘 4. 樹枝孤鳥 5. Desperado 6. 給愛人 7. 我不會愛 8. 會痛的石頭 9. 開到荼靡 10. 無言花 11. 我懷念的 12. 組曲(看我七十二變＋飛起來＋愛的抱抱＋NOBODY) 13. 阿飛的小蝴蝶 14. Say a lil something DISK 2 CD 1. 新不了情 2. 心如刀割 3. 衝動的懲罰 4. 愛如潮水 5. 童話 6. 活著 7. 善男信女 8. 原諒我 9. Blues 10. 小男人大男孩 11. 海芋戀 12. 寂寞還是你 13. 王妃 14. 征服＋背叛 15. 收藏 16. 晚安曲 17. Ending DISK 3 DVD 1. 【蕭敬騰一千零一夜】完整綵排過程 DISK 4 DVD 1. OPENING VCR 2. 王子的新衣 3. 上海灘 4. 樹枝孤鳥 5. Desperado 6. 給愛人 7. 我不會愛 8. 會痛的石頭 9. VCR：倒數 10. 開到荼靡 11. 無言花 12. 我懷念的 13. 組曲(看我七十二變＋飛起來＋愛的抱抱＋ NOBODY) 14. 阿飛的小蝴蝶 15. Say a lil something 16. 新不了情 17. 心如刀割 18. 衝動的懲罰 19. 愛如潮水 20. 童話 21. 活著 22. 善男信女 23. 原諒我 24. 樂手SOLO 25. Blues 26. 小男人大男孩 27. 海芋戀 28. 寂寞還是你 29. 致謝詞 30. 王妃 31. ENCORE 1＋VCR＋征服 32. 背叛 33. ENCORE 2＋收藏 34. ENCORE 3＋晚安曲 | - 發行首週G-music影音榜冠軍（銷售比10.71%）與五大金榜影音榜冠軍（銷售比40.62%） | ワーナーミュージック（台湾） |              |
| 2012年2月7日  | 《蕭敬騰同名世界巡迴演唱會 香港紅磡站LIVE》 | 曲目 DVD 1. 狂想曲 2. LIVING ON A PRAYER 3. 軋車 4. 海闊天空 5. 每天愛你多一些 6. 原諒我 7. 話不多 8. 複製人 9. 我不會愛 10. 你 11. 追 12. 親密愛人 13. (They Long To Be) CLOSE TO YOU 14. 忘情森巴舞 15. 一支獨秀 16. 重愛輕友 17. 眉飛色舞 18. 信仰 19. 阿飛的小蝴蝶 20. 好想對你說 21. 收藏 ENCORE 1. 只能想念你 2. 新不了情 3. 王妃 4. 白蛇傳 5. YOU GIVE LOVE A BAD NAME CD1 1. 狂想曲 2. LIVING ON A PRAYER 3. 軋車 4. 海闊天空 5. 每天愛你多一些 6. 原諒我 7. 話不多 8. 複製人 9. 我不會愛 10. 你 11. 追 12. 親密愛人 13. (They Long To Be) CLOSE TO YOU CD2 1. 忘情森巴舞 2. 一支獨秀 3. 重愛輕友+眉飛色舞 4. 信仰 5. 阿飛的小蝴蝶 6. 好想對你說 7. 收藏 8. 只能想念你 9. 新不了情 10. 王妃 11. 白蛇傳 12. YOU GIVE LOVE A BAD NAME | - G-music影音榜雙週冠軍、五大金榜影音榜週冠軍                                   | ワーナーミュージック（台湾） |              |
| 2013年3月21日 | 《蕭敬騰同名世界巡迴演唱會 2012台北站LIVE》 | 曲目 1. 狂想曲 2. 白蛇傳 3. 離開地球表面 4. 征服 5. 會痛的石頭 6. 怎麼說我不愛你 7. 原諒我 8. 一輩子存在 9. 好想對你說 10. Say a Lil Something 11. 親密愛人 12. 寂寞還是你 13. 疼愛 14. 小男人大男孩 15. 青蘋果樂園 16. 一支獨秀 17. 嗶嗶嗶 18. 喇舌 19. 眉飛色舞 20. 愛遊戲 21. 海芋戀 22. 阿飛的小蝴蝶 23. 信仰 24. 收藏 25. 只能想念你 26. 新不了情 27. 王子的新衣 28. 你 29. 倒帶 30. 王妃 | - G-music影音榜週冠軍、五大金榜影音榜週冠軍                                     | ワーナーミュージック（台湾） |              |

### 映画
- The Killer Who Never Kills 殺手歐陽盆栽（2011年／台湾）－主演、主題歌提供
- My Geeky Nerdy Buddies 大宅們（2014年／台湾）－主演
- Crazy New Year's Eve 一路驚喜（2015年／中国）－主演

### 書籍
- 《蕭敬騰的成年禮》（成人記念フォトブック）2007年
- 《蕭敬騰．聆聽義大利》（イタリアを聴きながら フォトブック旅行記）2008年
- 《洛克先生Mr. Rock 蕭敬騰演唱會寫真書》(Mr.Rockライブフォトブック)2010年
- 《蕭敬騰．愛．在關島》(Love in Guam 写真集)2011年
- 《殺手歐陽盆栽的第一次任務》(映画殺手歐陽盆栽 メイキング本)2011年
- 《片刻／永恆》2013年12月

## 出演

### 新曲発表会
| 日時       | CD名                    | 場所                                               |
| ---------- | ----------------------- | -------------------------------------------------- |
| 2008/07/06 | 蕭敬騰同名專輯          | 台北淡水漁人碼頭                                   |
| 2009/07/17 | 王妃                    | 台南                                               |
| 2009/07/25 | 王妃                    | 花莲                                               |
| 2009/07/31 | 王妃                    | 墾丁                                               |
| 2009/08/02 | 王妃                    | 金门                                               |
| 2009/08/15 | 王妃                    | 台北                                               |
| 2009/08/22 | 王妃                    | 澎湖                                               |
| 2009/09/12 | 王妃                    | 台中                                               |
| 2011/07/02 | 狂想曲                  | 台北淡水漁人碼頭                                   |
| 2012/03/29 | Mr. Jazz A Song For You | 台北Neo Studio                                     |
| 2012/12/08 | 以愛之名                | 台北ATT Show Box 1                                 |
| 2016/01/30 | Reminiscence            | 台北統一阪急百貨2F戶外夢廣場                       |
| 2016/10/08 | LION(同名專輯)          | 新北市政府市民廣場(バンド「獅子合唱團」として開催) |

### ライブツアー

#### －蕭敬騰洛克先生Mr. Rock演唱會
| 日時       | 開催都市／会場(中国語表記)                                              |
| ---------- | ----------------------------------------------------------------------- |
| 2009/12/26 | 台北／台北アリーナ(台北小巨蛋)                                          |
| 2010/03/13 | シンガポール／シンガポールインドアスタジアム (新加坡室內體育館)         |
| 2010/11/27 | 北京／北京五棵松アリーナ(五棵松體育館)                                  |
| 2010/12/18 | クアラルンプール／プトラインドアスタジアム (武吉加里爾布特拉室內體育館) |
| 2011/02/26 | 上海／上海体育館(上海大舞台)                                            |

#### －「有一種精神叫蕭敬騰」世界巡迴演唱會
| 日時       | 開催都市／会場(中国語表記)                                               |          |
| ---------- | ------------------------------------------------------------------------ | -------- |
| 2011/08/06 | 香港／香港コロシアム(紅磡體育館)                                         |          |
| 2011/08/07 | 香港／香港コロシアム(紅磡體育館)                                         |          |
| 2011/12/24 | 上海／上海体育館(上海大舞台)                                             |          |
| 2012/01/14 | シンガポール／シンガポールインドアスタジアム(新加坡室內體育館)           |          |
| 2012/02/11 | 台北／台北アリーナ(台北小巨蛋)                                           |          |
| 2012/02/12 | 台北／台北アリーナ(台北小巨蛋)                                           |          |
| 2012/03/17 | 広州／広州体育館(廣州體育館)                                             |          |
| 2012/03/31 | マカオ／コタイアリーナ(澳門威尼斯人金光綜藝館)                           |          |
| 2012/05/11 | シドニー／シドニーエンタテインメントセンター                             |          |
| 2012/05/12 | メルボルン／メルボルンコンベンションセンター                             |          |
| 2012/06/16 | 杭州／イエロードラゴンスポーツセンター(黃龍體育館)                       |          |
| 2012/06/30 | 深圳／深圳湾体育館(深圳灣體育中心體育館)                                 |          |
| 2012/07/21 | 北京／北京マスターカードセンター(萬事達中心)                             |          |
| 2012/09/01 | クアラルンプール／ゲンティンハイランド(雲頂高原雲星劇場)                 |          |
| 2012/09/15 | アモイ／ジーメイジアジャンスタジアム(集美嘉庚體育館)                     |          |
| 2012/09/22 | 福州／福建省体育館(福建省體育館)                                         |          |
| 2012/09/29 | 武漢／武漢光谷体育館(武漢光谷體育館)                                     |          |
| 2012/10/13 | 南京／南京オリンピックセンター(南京奥體中心體育館)                       |          |
| 2012/10/20 | 長沙／湖南省インターナショナルカンファレンスセンター(湖南省國際會展中心) |          |
| 2012/11/23 | ロンドン／ウェンブリーアリーナ(溫布利體育館)                             |          |
| 2012/12/01 | 成都／四川省体育館(四川省體育館)                                         |          |
| 2012/11/10 | シンガポール／シンガポールインドアスタジアム(新加坡室內體育館)           | 追加公演 |
| 2012/12/15 | 上海／メルセデスベンツ文化センター (上海梅赛德斯-奔驰文化中心)           | 追加公演 |
| 2012/12/28 | 香港／香港コロシアム(紅磡體育館)                                         | 追加公演 |
| 2012/12/29 | 香港／香港コロシアム(紅磡體育館)                                         | 追加公演 |
| 2013/03/29 | 台北／台北アリーナ(台北小巨蛋)                                           | 追加公演 |
| 2013/03/30 | 台北／台北アリーナ(台北小巨蛋)                                           | 追加公演 |

#### －TRIPLE JAM 蕭敬騰世界巡迴演唱會
| 日時       | 開催都市／会場(中国語表記)                                     |          |
| ---------- | -------------------------------------------------------------- | -------- |
| 2014/11/22 | 台北／台北アリーナ(台北小巨蛋)                                 |          |
| 2014/11/23 | 台北／台北アリーナ(台北小巨蛋)                                 |          |
| 2014/11/29 | 上海／メルセデスベンツ文化センター(上海梅赛德斯-奔驰文化中心)  |          |
| 2014/12/20 | 北京／首都体育館(首都體育館)                                   |          |
| 2015/01/17 | 広州／広州国際スポーツセンター(廣州國際體育演藝中心)           |          |
| 2015/03/28 | 杭州／イエロードラゴンスポーツセンター(黃龍體育館)             |          |
| 2015/04/18 | 天津／天津スポーツセンター(天津體育中心體育館)                 |          |
| 2015/05/02 | クアラルンプール／ゲンティンハイランド(雲頂高原雲星劇場)       |          |
| 2015/05/30 | 南京／南京オリンピックセンター(南京奥體中心體育館)             |          |
| 2015/06/13 | 武漢／南京スポーツセンター(武漢體育中心體育館)                 |          |
| 2015/06/20 | 南寧／広西スポーツセンター(廣西體育中心體育館)                 |          |
| 2015/08/07 | 香港／香港コロシアム(紅磡體育館)                               |          |
| 2015/08/08 | 香港／香港コロシアム(紅磡體育館)                               |          |
| 2015/08/15 | シンガポール／シンガポールインドアスタジアム(新加坡室內體育館) |          |
| 2015/09/12 | 青島／青島国信体育館(青島國信體育中心體育館)                   |          |
| 2015/09/26 | アモイ／ジーメイジアジャンスタジアム(集美嘉庚體育館)           |          |
| 2015/10/24 | 重慶／重慶国際博覧センター(重慶國際博覽中心)                   |          |
| 2015/11/07 | 上海／虹口サッカー場(上海虹口足球場)                           | 追加公演 |

### その他ライブ(1) 常連・定番系・欧米遠征

#### －跨年演唱会
| 日時       | 開催都市／会場／主催テレビ局・イベント名など                           |
| ---------- | ---------------------------------------------------------------------- |
| 2009/12/31 | 広州／广州体育馆／江苏卫视                                             |
| 2010/12/31 | 台北／臺北市政府前市民廣場／TVBS歡樂台「臺北最HIGH新年城」             |
| 2011/12/31 | 武漢／武汉体育中心／江苏卫视                                           |
| 2012/12/31 | 長沙／湖南国际会展中心／湖南卫视                                       |
| 2013/12/31 | 台中／台中体育場／中天電視台                                           |
| 2014/12/31 | 台北／臺北市政府前市民廣場／TVBS歡樂台「臺北最HIGH新年城」             |
| 2015/12/31 | 花蓮／六期重劃區／三立電視台「太平洋觀光節」                           |
| 2016/12/31 | 花蓮／六期重劃區／三立電視台「太平洋觀光節」(「獅子合唱団」として出演) |

#### －春浪音樂節
| 日時       | 開催都市／会場               |
| ---------- | ---------------------------- |
| 2010/4/4   | 墾丁／貓鼻頭公園             |
| 2011/4/3   | 墾丁／貓鼻頭公園             |
| 2012/04/07 | 恆春／恆春機場               |
| 2013/05/04 | 新加坡／濱海灣花園           |
| 2013/07/27 | 香港／西九龍海濱長廊         |
| 2014/06/07 | 新加坡／濱海灣花園           |
| 2015/04/04 | 恆春／恆春機場               |
| 2016/05/01 | 上海／上海滴水湖             |
| 2016/06/10 | 武漢／武漢國際博覽中心外廣場 |
| 2016/11/13 | 広州／廣州長隆歡樂世界       |

#### －夏戀嘉年華
| 日時          | 開催都市／会場         |
| ------------- | ---------------------- |
| 2013年6月29日 | 花蓮／光華樂活創意園區 |
| 2014年7月8日  | 花蓮／六期重劃區       |
| 2015年7月5日  | 花蓮／六期重劃區       |
| 2016年7月14日 | 花蓮／六期重劃區       |

#### －欧米遠征
| 日時       | 開催都市／会場                                                                            |
| ---------- | ----------------------------------------------------------------------------------------- |
| 2012/5/11  | シドニー／シドニーエンタテインメントセンター (「有一種精神叫蕭敬騰」世界巡迴演唱會の一環) |
| 2012/5/12  | メルボルン／メルボルンコンベンションセンター(同)                                          |
| 2012/11/23 | ロンドン／ウェンブリーアリーナ(溫布利體育館)(同)                                          |
| 2013/11/27 | 蕭敬騰美國感恩節音樂會／コネチカット州／モヒガンサンアリーナ                              |
| 2013/11/28 | 蕭敬騰美國感恩節音樂會／コネチカット州／モヒガンサンアリーナ                              |
| 2013/12/07 | 蕭敬騰美國巡迴音樂會／ラスベガス／オーリンカジノ                                          |
| 2016/11/24 | Power of Love 感恩節音樂會／ネバダ州リノ／ボールルーム                                    |
| 2016/11/26 | Power of Love 感恩節音樂會／ニューヨーク／マジソンスクエアガーデン                        |
| 2017/05/12 | 蕭敬騰 IMBA搖滾與浪漫演唱會／メルボルン／メルボルンコンベンションセンター                 |
| 2017/05/14 | 蕭敬騰 IMBA搖滾與浪漫演唱會／シドニー／州立スポーツセンター                               |

### その他ライブ(2) 他の歌手とのコラボ／バスケットボール大会

#### －他の歌手とのコラボなど
| 日時       | ライブ名                                                      | 会場                                 |
| ---------- | ------------------------------------------------------------- | ------------------------------------ |
| 2008/08/30 | 天天想你：張雨生20週年紀念音樂會                              | 台大綜合體育館                       |
| 2009/07/10 | 貢寮國際海洋音樂季                                            | 福隆海水浴場                         |
| 2010/04/03 | 往事只能回味：劉家昌音樂會                                    | 台北小巨蛋                           |
| 2010/04/18 | 偲菘偉菘好友音樂派對                                          | 新加坡室內體育館                     |
| 2010/06/20 | 方大同×蕭敬騰 新城極品好男聲音樂會                            | 香港會議展覽中心                     |
| 2011/08/19 | 義大夏日狂想演唱會                                            | 高雄義大皇家劇院                     |
| 2011/08/20 | 義大夏日狂想演唱會                                            | 高雄義大皇家劇院                     |
| 2011/10/27 | 寶島青春夢：洪一峰紀念演唱會                                  | 台北小巨蛋                           |
| 2012/07/06 | 何韻詩×蕭敬騰 異人世界演唱會 Rock'n Roar Live                 | 香港會議展覽中心                     |
| 2012/07/07 | 何韻詩×蕭敬騰 異人世界演唱會 Rock'n Roar Live                 | 香港會議展覽中心                     |
| 2013/05/12 | 鄧麗君 追夢何日君再來紀念演唱會                               | 台北小巨蛋                           |
| 2013/07/06 | 第24屆流行音樂金曲獎頒獎典禮                                  | 台北小巨蛋                           |
| 2013/08/31 | 何韻詩×蕭敬騰 上海音樂會 Wish Love Live                       | 上海大舞台                           |
| 2013/12/22 | 何韻詩×蕭敬騰 深圳音樂會 Wish Love Live                       | 深圳灣體育中心體育館                 |
| 2014/06/28 | 第25屆流行音樂金曲獎頒獎典禮                                  | 台北小巨蛋                           |
| 2014/10/11 | 文一企業十周年 「感恩有你」群星演唱會                         | 合肥體育中心                         |
| 2015/02/19 | 2015北京電視台春節聯歡晚會                                    |                                      |
| 2015/04/05 | 原味狂潮音樂祭                                                | 大佳河濱公園                         |
| 2015/07/01 | 摩根三十 用心之夜                                             | 台北小巨蛋                           |
| 2015/08/29 | 全聯妖怪音樂祭                                                | 新烏日藝文廣場                       |
| 2015/10/03 | 青春旋律西洋老歌音樂會                                        | 國父紀念館大會堂                     |
| 2015/10/10 | 軒尼詩炫音之樂                                                | 淡水漁人碼頭                         |
| 2015/11/01 | 百度糯米音樂盛典                                              | 成都 秀麗東方公園                    |
| 2015/12/18 | io / 木衛一樂團演唱會                                         | 台北The wall                         |
| 2015/12/20 | 2015新北市歡樂耶誕城耶誕巨星派對                              | 新北市市民廣場                       |
| 2015/12/27 | 張清芳「芳華盛宴」演唱會嘉賓                                  | 台北小巨蛋                           |
| 2016/01/17 | 張惠妹<烏托邦>2016世界巡城演唱會香港站嘉賓                    | 紅磡體育館                           |
| 2016/02/08 | 北京衛視猴年春晚                                              |                                      |
| 2016/05/07 | Musicradio中國TOP音樂盛典                                     | 北京樂視體育生態中心(原五顆松體育館) |
| 2016/05/14 | 范瑋琪×蕭敬騰 炫音狂熱 愛是信仰演唱會                         | 澳門 新濠影滙綜藝館                  |
| 2016/06/12 | 2016音樂男神幫超級演唱會                                      | 深圳福田體育館                       |
| 2016/06/25 | 第二十七屆金曲獎頒獎典禮 表演嘉賓                             | 台北小巨蛋                           |
| 2016/07/09 | 湯溝世藏 2016連雲港之夏群星演唱會                             | 體育中心                             |
| 2016/07/10 | 中國夢.夢之藍 2016鎮江群星演唱會                              | 江蘇鎮江會展中心體育場               |
| 2016/08/01 | 愛最大 其實我們都一樣公益演唱會                               | 台北小巨蛋                           |
| 2016/12/03 | 2016台新貴賓之夜                                              | 南港展覽館4樓                        |
| 2016/12/09 | 2016 台灣美光年終晚會                                         | 苗栗巨蛋體育館                       |
| 2016/12/28 | 夢想的聲音萬人演唱會                                          | 深圳                                 |
| 2016/12/30 | 浙江衛視 跨年                                                 | 深圳灣體育中心 春繭體育場            |
| 2017/03/10 | 奢悅群星耀世演唱會                                            | 廣州體育場                           |
| 2017/03/20 | 五月天演唱會嘉賓                                              | 高雄世運主場館                       |
| 2017/03/25 | 2017矽品精密聯歡晚會                                          | 台中洲際棒球場戶外停車場             |
| 2017/04/08 | 都市麗人2017 國際時尚秀商演                                   | 深圳大運中心籃球館                   |
| 2017/04/23 | 香蕉計劃B.I.G嘉年華                                           | 上海世博公園                         |
| 2017/05/06 | 2017 COCO李玟世界巡迴演唱會嘉賓                               | 深圳灣春繭體育館                     |
| 2017/05/20 | 杭州氧氣音樂節                                                | 杭州東方文化園                       |
| 2017/05/28 | Vatti華帝V愛燃燒演唱會                                        | 長沙賀龍體育館                       |
| 2017/06/03 | ZenFone狂歡趴                                                 | 華山文創園區 戶外劇場                |
| 2017/06/11 | 2017 GMA Talk「蕭敬騰的華語流行音樂之路」                     | ATT Show Box                         |
| 2017/06/25 | 克麗缇娜粉紅力量 大使之星年度盛典                             | 上海梅德賽斯奔馳文化中心             |
| 2017/08/12 | 2017 蕭敬騰愛的樂章音樂會                                     | 澳門新濠影滙綜藝館                   |
| 2017/08/24 | 蕭敬騰入駐上海杜莎夫人蠟像館 揭幕                             | 上海杜莎夫人蠟像館                   |
| 2017/09/20 | CHANEL X onefifteen 香奈兒太空中心快閃店開幕(PARTY 21:00左右) | 台北香奈兒太空中心                   |
| 2017/09/23 | VOGUE Fashion’s Night Out                                     | 台北101北面廣場                      |
| 2017/09/28 | 周杰倫「地表最強」台北站嘉賓                                  | 台北小巨蛋                           |
| 2017/09/29 | 渣打銀行酒會商演                                              | 文華東方酒店                         |
| 2017/11/18 | 聯發科20周年運動會                                            | 新竹縣立體育場                       |
| 2017/12/09 | 2017 銀風暢響 星耀盛典演唱會                                  | 海口                                 |
| 2017/12/12 | 第三屆微商春晚                                                | 廣州國際體育演藝中心                 |
| 2017/12/16 | 一直在等你巨星演唱會                                          | 金華市體育中心體育場                 |
| 2017/12/17 | 昊晟時代天王天后巨星演唱會                                    | 佛山嶺南明珠體育館主館               |

#### －バスケットボール大会
| 日時       | 大会名                                 | 会場                        |
| ---------- | -------------------------------------- | --------------------------- |
| 2015/03/26 | JASONWOOD 2015藍色旋風高校籃球賽       | 浙江理工大學體育館          |
| 2015/05/23 | 兩岸明星公益籃球賽                     | 橫店影視城明清宮苑          |
| 2015/05/24 | 兩岸明星公益籃球賽                     | 橫店影視城明清宮苑          |
| 2015/09/24 | 廈門籃球賽                             |                             |
| 2015/10/22 | 重慶籃球賽                             | 重慶大學沙坪垻校區A區籃球館 |
| 2015/11/26 | 雅聞倍優校園巡迴籃球賽                 | 國立台北護理健康大學        |
| 2015/12/10 | 雅聞倍優校園巡迴籃球賽                 | 康寧大學五專部              |
| 2015/12/17 | 雅聞倍優校園巡迴籃球賽                 | 國立台灣體育運動大學        |
| 2015/12/23 | 雅聞倍優校園巡迴籃球賽                 | 世新大學                    |
| 2016/03/15 | 雅聞倍優校園巡迴籃球賽                 | 中華大學                    |
| 2016/04/25 | 2016蕭敬騰校園籃球友誼賽               | 新北市南山中學              |
| 2016/09/10 | 騰訊籃球名人賽                         | 上海騰訊體育直播            |
| 2016/12/01 | 校園籃球友誼賽                         | 三重商工                    |
| 2016/12/07 | 校園籃球友誼賽                         | 金華國中                    |
| 2017/07/16 | 由我創造 － 林書豪 v.s. 蕭敬騰籃球對決 | adidas 101 court            |

#### －イベント
| 日時           | 内容                                                | 場所                                         |
| -------------- | --------------------------------------------------- | -------------------------------------------- |
| 2017年10月22日 | 2017 裙襬搖搖 LPGA 台灣錦標賽                       | 林口美麗華球場                               |
| 2017年11月8日  | 倉石一樹立體剪裁羽絨系列X蕭敬騰年度代言暨上市記者會 | 華山1914                                     |
| 2017年11月21日 | 電影《可可夜總會》首映記者會                        | 華山1914文化創意園區 光點電影院              |
| 2017年12月1日  | 深夜食堂華語版 看片記者會                           | 松菸誠品電影院                               |
| 2017年12月2日  | 蒼天英雄誌見面會                                    | 台北西門町，武昌街和漢中街交叉口的屈臣式廣場 |

### レギュラー音楽番組

#### －2013年 北京衛視《最美和聲》第一季
| 放映日     | 曲目                     | 原曲者                 | デュエット学員 |
| ---------- | ------------------------ | ---------------------- | -------------- |
| 2013/7/20  | 《Superwoman》           | 曹格                   | 肖灑           |
| 〃         | 《真的嗎》               | 莫文蔚                 | 劉錦澤         |
| 2013/7/27  | 《讓我一次愛個夠》       | 庾澄慶                 | 唐一嘉         |
| 〃         | 《我們的愛》             | 楊乃文                 | 田雨莫         |
| 2013/8/3   | 《I Swear》              | All-4-One              | B51造音樂團    |
| 〃         | 《一眼瞬間》             | 蕭敬騰 & 張惠妹        | 馬達           |
| 2013/8/10  | 《天天想你》             | 張雨生                 | 林惠敏         |
| 〃         | 《Endless Love》         | Mariah Carey           | 吳琼           |
| 2013/8/17  | 《愛轉動》               | 庾澄慶 & 張信哲        | 肖灑 & 唐一嘉  |
| 〃         | 《她在睡前哭泣》         | 李玟 & 柯以敏          | 馬達 & 林惠敏  |
| 2013/8/24  | 《愛很簡單》             | 陶喆                   | 唐一嘉         |
| 〃         | 《是否》《Love Is Over》 | 蘇芮 & 羅文            | 馬達           |
| 2013/8/31  | 《Always on My Mind》    | Willie Nelson          | 肖懿航         |
| 〃         | 《終於說出口》           | 小宇                   | 唐一嘉         |
| 2013/9/7   | 《追》                   | 張國榮                 | 肖懿航         |
| 〃         | 《I believe I can fly》  | R. Kelly               | 唐一嘉         |
| 2013/9/14  | 《Unchained Melody》     | The Righteous Brothers | 肖懿航         |
| 〃         | 《口是心非》             | 張雨生                 | 唐一嘉         |
| 2013/9/21  | 《千言萬語》             | 鄧麗君                 | 肖懿航         |
| 〃         | 《Black or White》       | Michael Jackson        | 唐一嘉         |
| 2013/9/28  | 《快槍手》               | 楊坤 feat. 蕭敬騰      |                |
| 2013/10/5  | 《想念你》               | 庾澄慶                 | 賈劍龍         |
| 〃         | 《愛人》                 | 王雪娥                 | 田斯斯         |
| 2013/10/12 | 《怎麼說我不愛你》       | 蕭敬騰                 | 唐一嘉         |
| 〃         | 《王妃》                 | 蕭敬騰                 | 肖懿航         |
| 2013/10/19 | 《唯一》                 | 王力宏                 | 肖懿航         |
| 〃         | 《花房姑娘》             | 崔健                   | 肖懿航         |
| 〃         | 《怒放的生命》           | 汪峰                   | 肖懿航         |

#### －2014年 北京衛視《最美和聲》第二季
| 放映日    | 曲目                                          | 原曲者            | デュエット学員 |
| --------- | --------------------------------------------- | ----------------- | -------------- |
| 2014/4/19 | 《当我想你的时候》                            | 汪峰              | 包函朵         |
| ↓         | 《离不开你》                                  | 刘欢              | 封语           |
| ↓         | 《海阔天空》                                  | Beyond            | 谷微           |
| ↓         | 《自由》                                      | 张震岳            | 洪晶晶         |
| ↓         | 《光辉岁月》                                  | Beyond            | 劳晓音         |
| ↓         | 《我怀念的》                                  | 孙燕姿            | 李怡辉         |
| ↓         | 《Desperado》                                 | Eagles            | 凌菱           |
| ↓         | 《如果云知道》                                | 许茹芸            | 刘洋           |
| ↓         | 《也许明天》                                  | 張惠妹            | 任科来         |
| ↓         | 《I have nothing》                            | Whitney Houston   | 苏丁琦         |
| ↓         | 《空白格》                                    | 蔡健雅            | 许一鸣         |
| 2014/5/10 | 《你不知道的事》                              | 王力宏            | 张馨月         |
| 2014/5/17 | 《亲密爱人》                                  | 梅艳芳            | 苏丁琦VS凌菱   |
| 〃        | 《每次都想呼喊你的名字》                      | 李恕权            | 任科来VS刘洋   |
| 2014/5/24 | 《心动》                                      | 林晓培            | 洪晶晶VS李怡辉 |
| 〃        | 《背对背拥抱》                                | 林俊杰            | 〃             |
| 〃        | 《月亮代表我的心》                            | 邓丽君            | 许一鸣VS封语   |
| 2014/5/31 | 《最长的电影》                                | 周杰伦            | 谷微VS劳晓音   |
| 〃        | 《她不爱我》                                  | 莫文蔚            | 张馨月VS包函朵 |
| 2014/6/7  | 《Autumn leaves》+《你怎么舍得我难过》        | 黄品源            | 包函朵         |
| 〃        | 《爱的箴言》                                  | 邓丽君            | 凌菱           |
| 〃        | 《I want you》                                |                   | 劳晓音         |
| 2014/6/14 | 《袖手旁观》                                  | 齐秦              | 刘洋           |
| 〃        | 《记得》                                      | 张惠妹            | 李怡辉         |
| 〃        | 《right here waiting》                        | Richard Marx      | 许一鸣         |
| 2014/7/5  | 《像个孩子》                                  | 汪峰              | 许一鸣         |
| 〃        | 《I hate myself for loving you》              | Joan Jett         | 劳晓音         |
| 2014/7/12 | 《你是我心爱的姑娘》                          | 汪峰              | 许一鸣         |
| 〃        | 《cry me a river》                            | Justin Timberlake | 许一鸣         |
|           | ※4/19～5/10は各放映日ごとの正確なデータが不明 |                   |                |

#### －2015年 北京衛視《最美和聲》第三季
| 放映日    | 曲目               | 原曲者          | デュエット学員 |
| --------- | ------------------ | --------------- | -------------- |
| 2015/5/9  | 《张三的歌》       | 李寿全          | 徐诣帆         |
| 〃        | 《剪爱》           | 张惠妹          | 达娃卓玛       |
| 2015/5/16 | 《世界唯一的你》   | 曹格            | 李一平         |
| 〃        | 《爱你的宿命》     | 张信哲          | 王呈章         |
| 2015/5/23 | 《爱我别走》       | 张震岳          | 帕朗           |
| 〃        | 《kissgoodbye》    | 王力宏          | 宋宇           |
| 2015/5/30 | 《让每个人都心碎》 | 黄大炜          | 龚泽艺         |
| 〃        | 《写一首歌》       | 顺子            | 游梦娇         |
| 2015/6/6  | 《生来彷徨》       | 汪峰            | 龚泽艺         |
| 〃        | 《够不够》         | 方大同          | 宋宇           |
| 〃        | 《kelly》          | 蕭敬騰          | 许鹤缤         |
| 2015/6/13 | 《goodbyemylove》  | 邓丽君          | 徐诣帆         |
| 〃        | 《下一个永远》     | 张信哲          | 王呈章         |
| 2015/6/20 | 《回家》           | 顺子            | 王呈章         |
| 〃        | 《沧海一声笑》     | 罗大佑          | 宋宇           |
| 2015/6/27 | 《当》             |                 | 龚泽艺         |
| 〃        | 《被遗忘的时光》   | 蔡琴            | 徐诣帆         |
| 2015/7/4  | 《流浪记》         | 纪晓君          | 王呈章         |
| 〃        | 《王子的新衣》     | 蕭敬騰          | 龚泽艺         |
| 2015/7/11 | 《亲爱的小孩》     | 苏芮            | 徐诣帆         |
| 〃        | 《李白》           | 李荣浩          | 宋宇           |
| 2015/7/18 | 《一眼瞬间》       | 蕭敬騰 & 張惠妹 | 王呈章         |
| 〃        | 《小镇姑娘》       | 陶喆            | 宋宇           |
| 2015/8/1  | 《想你的夜》       | 关喆            | 宋宇           |
| 〃        | 《This Love》      | Maroon 5        | 宋宇           |
| 〃        | 《爱是怀疑》       | 陈奕迅          | 宋宇           |

#### －2016年 浙江衛視《梦想的声音》
| 放映日     | 曲目                     | 原曲者        |
| ---------- | ------------------------ | ------------- |
| 2016/11/4  | 《曾经的你》             | 许巍          |
| 2016/11/11 | 《我在人民广场吃炸鸡》   | 阿肆          |
| 2016/11/18 | 《我真的受伤了》         | 张学友        |
| 2016/11/25 | 《小河淌水》             | 李谷一        |
| 2016/12/9  | 《如果有來生》           | 譚維維        |
| 2016/12/16 | 《穿過你的黑髮的我的手》 | 羅大佑        |
| 2016/12/31 | 《天亮了》               | 韓紅          |
| 2017/1/1   | 《以後別做朋友》         | 周興哲        |
| 2017/1/6   | 《愛我你就抱抱我》       | 段麗陽 徐英翰 |
| 2017/1/13  | 《靈魂伴侶》             | 田馥甄        |
| 〃         | 《我的歌聲裡》           | 曲婉婷        |

### その他の主な出演番組(2015～)
| 放映日                        | 番組名                          | テレビ局            |
| ----------------------------- | ------------------------------- | ------------------- |
| 2015/1/15                     | 康熙來了                        | 中天綜合台          |
| 2015/5/22                     | 奔跑吧兄弟 第二季第六集         | 浙江衛視            |
| 2015/10/24                    | 橘子20星光大道 第11集           | 華視MOD、奇摩、酷瞧 |
| 2015/10/31                    | 橘子20星光大道 第12集           | 華視MOD、奇摩、酷瞧 |
| 2015/11/2                     | 客从何处来 第二季第一集         | CCTV                |
| 2016/1/6                      | 小燕之夜                        | 中天綜合台          |
| 2016/1/14                     | 佼心食堂                        | Yahoo TV            |
| 2016/2/3                      | 型男大主廚                      | 三立都會台          |
| 2016/3/27                     | 誰是大歌神                      | 浙江衛視            |
| 2016/5/14                     | 我想和你唱                      | 湖南衛視            |
| 2016/5/15                     | 誰是大歌神-盛典                 | 浙江衛視            |
| 2016/5/23                     | 你正常吗 第三季 第一期          | 騰訊視頻            |
| 2016/6/25                     | 全民一起來                      | 華視                |
| 2016/7/1, 23, 8/6, 13, 20, 27 | 超級女聲                        | 芒果TV, 湖南衛視    |
| 2016/7/15～9/30               | 我們戰鬥吧                      | 江蘇衛視            |
| 2016/10/1                     | R U Game 大家一起來 2.0         | 中視                |
| 2016/10/15                    | 十二道鋒味第三季                | 浙江衛視            |
| 2016/11/3                     | 佼心食堂(狮子合唱团)            | Yahoo TV            |
| 2016/11/20                    | 雙廚星任務 第二季               | 旅遊生活頻道        |
| 2016/11/24                    | 型男大主廚(狮子合唱团)          | 三立都會台          |
| 2017/1/２１～4/22             | 歌手2017(狮子合唱团)            | 湖南衛視            |
| 2017/2/22                     | 夢想大學堂 輔仁大學(狮子合唱团) | 中天娛樂台          |
| 2017/3/17                     | 蘋果×孫華live名人大平台         | 九州鬆餅廚房        |
| 2017/3/29                     | 小燕有約                        | TVBS                |
| 2017/6/7                      | 佼心食堂(狮子合唱团)            | Yahoo TV            |
| 2017/6/8                      | 狗教官西薩米蘭+蕭敬騰直播       | 國家地理 FB專頁     |
| 2017/6/24                     | 2017 GMA TALK                   | 台視                |
| 2017/6/24                     | 天生是優我                      | 浙江衛視            |
| 2017/6/25                     | 張雨生20週年懷念特輯            | TVBS                |
| 2017/7/8                      | 我想和你唱(狮子合唱团)          | 湖南衛視            |
| 2017/8/12                     | 當掌聲響起                      | TVBS新聞台55        |
| 2017/11/10                    | 拍律遊樂園                      | 教育廣播電台 101.7  |
| 2017/12/7                     | 冒犯家族播出                    | 愛奇藝              |

### ドラマ
| 年月       | タイトル          | 配役                   | 備考                                      |
| ---------- | ----------------- | ---------------------- | ----------------------------------------- |
| 2008年6月  | ハートに命中!100% | 動物病院の先生         | 第18回にゲスト出演 原題《命中注定我愛你》 |
| 2009年12月 | 桃花タイフーン!!  | 芸能人                 | 第8回にゲスト出演。 原題《桃花小妹》      |
| 2017年12月 | 深夜食堂 中国版   | 任里昂（レン・リアン） |                                           |

### 映画
| 年月          | タイトル                                   | 配役         | 備考                 |
| ------------- | ------------------------------------------ | ------------ | -------------------- |
| 2011年7月29日 | 《殺手歐陽盆栽》The Killer Who Never Kills | 歐陽盆栽     | 主演俳優および主題歌 |
| 2014年        | 《大宅們》                                 | 阿宅《宅神》 |                      |
| 2015年        | 《一路驚喜》                               | 蕭敬明       |                      |
| 撮影中        | 《靠譜兄弟》                               |              |                      |

### ショートフィルム
| 年月      | タイトル                  | 配役     | 備考                                                                  |
| --------- | ------------------------- | -------- | --------------------------------------------------------------------- |
| 2011年    | 我的同學是老大—霸凌終結篇 | 蕭敬騰   | いじめ防止の公共ショートフィルム                                      |
| 2012年5月 | 追尋唯一                  | 歌手阿騰 | BMW 1シリーズのショートフィルムに主演男優として出演。また主題歌も担当 |

### アニメ映画
| 年月   | タイトル                               | 配役             | 備考                           |
| ------ | -------------------------------------- | ---------------- | ------------------------------ |
| 2013年 | 地球人壞壞（Escape from Planet Earth） | 史科奇（Scorch） | 吹き替え担当                   |
| 2017年 | 可可夜總會（Remember Me）              | 海特（Hector）   | 吹き替え担当、また主題歌も担当 |

### 司会
- 2008年10月 八大電視台「娛樂百分百」の代理司会者。

### CM/イメージキャラクター
| 年度   | 内容                                                                      |
| ------ | ------------------------------------------------------------------------- |
| 2007年 | 天秤座フォークソングコンテスト                                            |
| 2008年 | 台灣菸酒公司「紅麴黑麥汁」(ノンアルコール飲料)                            |
| 2008年 | CHUVINCI「守護者鈦鍺能量腕錶」(腕時計)                                    |
| 2008年 | 唐獅服飾（ファッションブランド）                                          |
| 2008年 | YAMAHA 「CUXI」（ヤマハスクーター CUXI）                                  |
| 2009年 | 遠雄建設「幸福三部曲」                                                    |
| 2009年 | Animax動漫台「交響情人夢」（アニメ版のだめカンタービレ）                  |
| 2010年 | Nokia「樂隨享」(ミュージックダウンロード)                                 |
| 2010年 | 衛視電影台 サマー映画                                                     |
| 2010年 | LOVME(ファッション腕時計)                                                 |
| 2010年 | 統一企業飲料「冰醇茉莉」＆「冰醇蜜菊」(清涼飲料水)                        |
| 2010年 | 寶島眼鏡（中國）（メガネ）                                                |
| 2011年 | 寶島眼鏡（台灣）（メガネ）                                                |
| 2011年 | 植村秀泡沫隔離霜（台灣區） （シュウ・ウエムラ）                           |
| 2011年 | Facebook遊戲「Farmville」中文版－開心農場（FaceBookゲーム 「Farmville」） |
| 2011年 | HUAWEI IDEOS U8650智慧型手機 （スマホ）                                   |
| 2012年 | BMW (宝马)1シリーズ（中國）                                               |
| 2012年 | 绿箭口香糖ダブルミントガム（中國）(～2013)                                |
| 2012年 | 衛康隱形眼鏡（中國)(コンタクトレンズ)(～2013)                             |
| 2012年 | PUMAスポーツウェア                                                        |
| 2013年 | Fonestuff瘋金剛 Drama 5 (ヘッドホン)                                      |
| 2013年 | Doritos/多力多滋/ドリトス（台灣）(～2014)                                 |
| 2013年 | 雅聞倍優保養品（台灣）(化粧品)(～2018)                                    |
| 2013年 | 長奕開發有限公司AGAPE眼鏡（台灣）(メガネ)(～2014)                         |
| 2013年 | 「笑傲江湖Online」(3Dオンラインゲーム)(～2014)                            |
| 2013年 | 新世界百貨公司（中國）(百貨店)(～2015)                                    |
| 2013年 | Royal Elastics無鞋帶休閒鞋(スニーカー))(～2014)                           |
| 2013年 | ASUS華碩品(New PadFone Infinity)(～2014)                                  |
| 2014年 | Inno fashion(アパレル)(～2016)                                            |
| 2014年 | 健力寶「爆果汽」（中國）(清涼飲料水)                                      |
| 2014年 | JASONWOODジーンズ（中國）(アパレル・ファッション) (～2015)                |
| 2014年 | 泰山仙草シリーズ（台灣）(清涼飲料水)                                      |
| 2014年 | 台灣菸酒公司金牌啤酒(台湾ビール)(～2015)                                  |
| 2014年 | 古道綠茶－フルーツ茶シリーズ(～2016)                                      |
| 2014年 | 植物大战僵尸(ゲーム)(～2015)                                              |
| 2014年 | Tokuyo電動マッサージ椅子(～2016)                                          |
| 2015年 | 手机遊戲「全民快打(ゲーム)(～2016)                                        |
| 2015年 | ASUS智慧型手機ZenFone 2(スマホ)                                           |
| 2015年 | 手機遊戲「明星志願 星之守護」(ゲーム)(～2016)                             |
| 2015年 | 安利(アムウェイ)(家庭用品)(～2016)                                        |
| 2015年 | 轩尼诗(ヘネシー)(ブランデー)(～2016)                                      |
| 2015年 | 东风标志 308S （中國）(自動車))(～2016)                                   |
| 2016年 | ASUS智慧型手機ZenFone3 (スマホ)(～2017)                                   |
| 2016年 | 7-ELEVEN飲料．甜點抽抽樂(コンビニ)                                        |
| 2016年 | 信義房屋(不動産仲介)(～2017)                                              |
| 2017年 | 全家倉石一樹立體剪裁羽絨系列(ダウンウェア)                                |
| 2017年 | 蒼天英雄誌(アプリゲーム)                                                  |
| 2018年 | 台湾大哥大(通信キャリア)                                                  |

### CM/イメージキャラクター（非営利）
| 年度   | 内容                                                                       |
| ------ | -------------------------------------------------------------------------- |
| 2008年 | 创世基金会 爱心大使(福祉・介護関連活動)                                    |
| 2009年 | 台湾教育部反毒代言人(健康支援)                                             |
| 2009年 | 台湾文化部(文建會)表演藝術校園巡迴活動代言人(教育支援)                     |
| 2009年 | 台湾農水省(農委會) 乳品工業同業公會 鮮乳親善大使(産業振興)                 |
| 2009年 | GPF2009 全球和平大會 和平大使(平和活動)                                    |
| 2010年 | 7-Eleven 求求肝苦人 公益代言人(肝臓病予防活動)                             |
| 2010年 | Kiehl's 浮萍儿公益代言人(児童福祉)                                         |
| 2010年 | 儿童福利联盟 偏乡传爱幸福大使(児童福祉)                                    |
| 2010年 | 儿童福利联盟文教基金会 公益小将代言人(児童福祉)                            |
| 2011年 | 失亲儿福利基金会 公益代言人(児童福祉)(～2012)                              |
| 2011年 | 反霸凌代言人(いじめ反対活動)                                               |
| 2011年 | 儿童福利联盟 公益小将2.0代言人(児童福祉)                                   |
| 2012年 | 罕见疾病基金会 公益代言人(難病支援)                                        |
| 2012年 | 中华基督教救助协会「平安微笑」公益代言人(児童福祉)                         |
| 2013年 | 董氏基金会「拒一口菸，就是争一口气 」戒菸大使(禁煙活動)                    |
| 2013年 | 世界和平婦女會台灣總會「防愛滋反毒大使」(ドラッグ・性犯罪等青少年活動保護) |
| 2014年 | 太子建设 公益大使                                                          |
| 2015年 | 太子建设 公益大使(盲導犬普及活動)                                          |
| 2015年 | 新北市政府动物保护防疫处 代言人(動物遺棄防止)                              |
| 2015年 | 中華民國無犯罪促進會「毒害了 愛還在」(若者の覚せい剤禁止活動)              |
| 2015年 | 「做好事小组」公益蛋糕义卖活动代言人(児童福祉)                             |
| 2016年 | 警政署 165反诈骗App 代言人(振り込み詐欺防止活動)                           |
| 2016年 | 爱盲基金会代言人(障害者支援)                                               |
| 2017年 | 世界和平婦女會台灣總會新北菸害防制公益大使(禁煙活動)                       |
| 2017年 | 天主教單國璽社福基金會(青少年支援)《一起飛一起愛》                         |

※これらの活動の他に、毎年、各方面に多額の寄付活動やチャリティオークション等行っており、熱心な社会貢献活動が認められて、2014年には「台湾十大好人」、2015年には台湾地区十大傑出青年奨を受賞。
※また学習障害があるにもかかわらず、熱心に学び、2013年には金曲賞を受賞した姿は、台湾の中学校の英語の教科書にも紹介されている。

## 受賞履歴

### 受賞
| 年度   | 内容 |
| ------ | --- |
| 2003年 | 台北市政府善心人士獎 |
| 2004年 | 台北市政府善心人士獎 |
| 2006年 | 第一屆天秤獎新民歌歌唱大賽冠軍 |
| 2008年 | 【新城國語力頒獎禮】新城國語力躍進歌手獎、新城國語新勢力歌手獎、新城國語力潮拜歌手獎                                                                           |
| 2008年 | 第十四屆【新加坡金曲獎】優秀新人獎 |
| 2008年 | 第六屆【東南勁爆音樂榜】勁爆港台最佳新人獎 |
| 2008年 | 第九屆【CCTV-MTV音樂盛典】港台地區年度最受歡迎潛力男歌手 |
| 2008年 | 第三屆【2007KKBOX數位音樂風雲榜】10大風雲歌曲獎〈一眼瞬間〉張惠妹&蕭敬騰                                                                                       |
| 2008年 | 第二十屆【馬來西亞娛協頒獎典禮】最佳海外演繹歌手獎：張惠妹VS.蕭敬騰〈一眼瞬間〉                                                                                |
| 2008年 | 【騰訊網 星光大典】年度歌壇潛力歌手獎、年度風尚男歌手獎 |
| 2008年 | 【音樂先鋒榜 年度頒獎典禮】港台先鋒新人獎、先鋒演繹歌手獎 |
| 2008年 | 【中國移動無線音樂咪咕匯】無線音樂最具潛力男新人獎 |
| 2009年 | 【中歌榜北京流行音樂典禮 】年度最受歡迎新人獎（港台） |
| 2009年 | 第三十一屆【香港電台十大中文金曲頒獎音樂會】 最有前途新人獎優異獎                                                                                              |
| 2009年 | 【湖南衛視·百度娛樂沸點】最熱門新晉歌手獎 |
| 2009年 | 第九屆【蒙牛酸酸乳音樂風雲榜】2008年度港台最佳新人獎 |
| 2009年 | 【MusicRadio中國TOP排行榜】港台年度最佳新人獎、港台地區校園人氣歌手大獎、年度金曲《王子的新衣》                                                                |
| 2009年 | 2009年度【HITO流行音樂獎頒獎典禮】HITO聲猛新人獎、HITO年度十大華語歌曲《收藏》                                                                                 |
| 2009年 | 【新加坡e樂大賞2009】e樂人氣MV〈收藏〉 |
| 2009年 | 【新城國語力頒獎禮】最佳演繹獎、亞洲人氣偶像獎 |
| 2009年 | 第十五屆【新加坡金曲獎】最佳演繹男歌手獎、最受歡迎男歌手獎 |
| 2010年 | 【新浪2009網絡盛典】年度男歌手獎 |
| 2010年 | 【娛樂紅人大典】最紅歌手 |
| 2010年 | 【中國原創音樂流行榜】台灣地區最受歡迎男歌手獎 |
| 2010年 | 【MusicRadio中國TOP排行榜】港台年度傳媒推薦男歌手獎、港台年度金曲《王妃》                                                                                      |
| 2010年 | 【新城國語力頒獎禮】新城國語力男歌手獎、亞洲人氣偶像獎、新城國語力歌曲〈say a lil something〉、〈新不了情〉                                                    |
| 2010年 | 壹傳媒【2010娛樂大賞】最受歡迎十大明星 |
| 2010年 | 【2009KKBOX數位音樂風雲榜】10大風雲歌手獎 |
| 2010年 | 時尚雜誌「美麗佳人」第七屆【美妝暢銷百大賞】夢幻美妝型男獎 |
| 2010年 | 【加拿大至HIT中文歌曲排行榜】全國推崇十大歌曲(國語)《王妃》 |
| 2011年 | 第十七屆【新加坡金曲獎】最佳演繹男歌手獎 |
| 2011年 | 壹傳媒【2011娛樂大賞】最受歡迎新演員獎 |
| 2011年 | 【2010KKBOX數位音樂風雲榜】10大風雲歌手獎 |
| 2012年 | 2012年香港電影金像獎 最佳新演員)《杀手欧阳盆栽》 |
| 2012年 | 【2011KKBOX數位音樂風雲榜】10大風雲歌手獎 |
| 2012年 | 【新加坡e樂大賞2012】e樂最佳男歌手 |
| 2012年 | 壹傳媒【2012娛樂大賞】最受歡迎十大明星 |
| 2012年 | 第十一屆【CCTV-MTV音樂盛典】港澳台地區年度最佳男歌手 |
| 2013年 | 第二十四屆【金曲獎】獲得 最佳國語男歌手獎 蕭敬騰《以愛之名》                                                                                                   |
| 2013年 | 【2012KKBOX數位音樂風雲榜】10大風雲歌手獎 |
| 2013年 | 第3屆【全球流行音樂金榜】美國洛杉磯AM1300中文電台推崇大獎、年度二十大金曲《福爾摩斯》                                                                          |
| 2013年 | 第17屆【全球華語榜中榜】最佳男歌手（台灣）、最佳舞台視覺歌手                                                                                                   |
| 2013年 | 2012年度【中華音樂人交流協會】2012年度十大單曲《以愛之名》 |
| 2013年 | 壹傳媒【2013娛樂大賞】最受歡迎十大明星 |
| 2013年 | 2013年度【ELLE TAIWAN STYLE AWARDS】風格人物大賞 最佳風格男歌手                                                                                                |
| 2013年 | 2013年度【GQ Men of the Year Awards】 |
| 2013年 | 【Asia Music Chart 2013 亞太音樂榜】最佳演繹歌手 |
| 2014年 | 台湾十大好人 |
| 2014年 | 【2013KKBOX數位音樂風雲榜】10大風雲歌手獎 |
| 2014年 | 第十九屆【新加坡金曲獎】區域傑出歌手獎（臺灣） |
| 2015年 | 【第53屆中華民國十大傑出青年】『文化藝術類十大傑出青年』 |
| 2015年 | 2014【中廣年度華語金曲榜】專輯冠軍《The Song》 |
| 2015年 | 【2015KKBOX數位音樂風雲榜】10大風雲歌手獎 |
| 2015年 | 2015年度【HITO流行音樂獎頒獎典禮】HITO最佳男歌手獎、HITO年度十大華語歌曲《Kelly》                                                                              |
| 2015年 | 第5屆【全球流行音樂金榜】年度二十大金曲《天敵》 |
| 2016年 | 【第20屆全球華語音樂榜中榜】最佳男歌手(港臺)、亞洲影響力最佳演唱會《TRIPLE JAM 蕭敬騰世界巡迴演唱會》                                                          |
| 2016年 | 2015年度蒙牛酸酸乳【Music Radio中國Top音樂盛典】港台最受歡迎唱片《Reminiscence》、MusicRadio音樂之聲點播冠軍《一次幸福的機會》、年度30大金曲《一次幸福的機會》 |
| 2017年 | 第二十八屆【金曲獎】以獅子合唱團入圍 最佳樂團獎 獅子合唱團《LION》／華納國際音樂股份有限公司                                                                   |
| 2017年 | 2017年度【HITO流行音樂獎頒獎典禮】HITO STAR 全能藝人，以獅子合唱團榮獲最受歡迎樂團獎、HITO年度十大華語歌曲《LION》                                             |
| 2017年 | 第7屆【全球流行音樂金榜】以獅子合唱團榮獲最受歡迎樂團、最佳舞臺演繹、年度二十大金曲《最後的請求》                                                              |
| 2017年 | 帶領獅子合唱團參與【歌手2017】第三名 |
| 2017年 | 【2016明星權力榜人氣榜】2016港台最受歡迎男歌手 第2名 |
| 2018年 | 第8回【全球流行音樂金榜】以獅子合唱團榮獲最受歡迎樂團、內地電臺點播冠軍《我們的愛》、年度二十大金曲《我們的愛》                                                |

### ボランティア活動
| 年/月      | 内容 |
| ---------- | --- |
| デビュー前 | 高校生の時に台北少年補導チームで青少年へドラムを教えていた。これにより2年連続で台北市政府善心人士獎を受賞。 |
| 2007年6月  | 世界展望會でNICE GROUP王子大飯店の弱勢家庭義演。 |
| 2007年12月 | 錄製〈跟著我·鼠來寶〉單曲DVD與鼠來寶電影預購套票部分收入捐贈家扶基金會。 |
| 2008年5月  | 提供的素白T手繪圖騰設計臂章參加M'S雜誌的名人二手衣義賣活動，義賣款項捐贈社團法人台灣蠻野心足生態協會。 |
| 2008年5月  | 四川汶川大地震の被災者支援の「把愛傳出去」会に参加，電話での寄付受付にボランティア参加し、サイン入りTシャツをネットでリャリティーオークションに出品した。                                                                    |
| 2008年6月  | 第一張《蕭敬騰同名專輯》をネットオークションで売り、その全金額を財團法人罕見疾病基金會に寄付した。 |
| 2008年6月  | ワーナーミュージックが作成した四川汶川大地震の応援ソング〈相親相愛〉に参加 |
| 2008年7月  | 中華民國紅心字會に参加、BestRadioが主催するクリエイティブ落書きサイン版チャリティオークションに参加し売り上げを中華民國紅心字會へ寄付した。                                                                                  |
| 2008年8月  | 【張雨生20週年紀念音樂會】に出演し、チケット売り上げを，保護動物基金会へ寄付した。 |
| 2008年9月  | 再次參加手繪創意塗鴉簽名版公益拍賣，款項捐贈中華民國紅心字會。 |
| 2008年9月  | 映画《與狗狗的10個約定》公益首映會中透過VCR的方式呼籲「以認養代替購買，以結紮代替撲殺」的理念。[99] |
| 2008年10月 | 10套紀念經典序號台灣限定發行同名專輯終極收藏版親簽加署名愛心義賣，義賣款項全數捐贈中華民國紅心字會。 |
| 2008年10月 | 蕭敬騰同名專輯終極收藏版の第一枚目をチャリティオークションに出品、全額を喜憨兒社會福利基金會に寄付した。 |
| 2008年12月 | 為天主教善牧基金會親筆簽名十枚「惟愛手環」於網路拍賣，所得捐贈善牧基金會做服務中輟生之用。[100] |
| 2008年12月 | 擔任創世基金會愛心大使，除了捐出消費券並呼籲民眾響應之外，並發行《給．愛人》公益單曲將盈餘全數捐給創世基金會作為興建台東安養院之用。                                                                                         |
| 2009年3月  | 參加三立都會台與兒童福利聯盟舉辦的明星二手衣拍賣活動，款項捐給兒童福利聯盟文教基金會。 |
| 2009年4月  | 擔任紅心公益大使，宣導「弱勢兒童籌募營養午餐和課后餐費的公益計畫」。[93] |
| 2009年5月  | 在馬來西亞發行的《給。愛人》單曲銷售盈餘所得全數捐贈給「蒲種House of Joy」。[94] |
| 2009年5月  | 以「創世愛心大使」身分參與創世基金會公益演出，門票收入做為創建台東清寒植物人安養院之用。[95] |
| 2009年5月  | 參加紅心字會與POP Radio 91.7、新視紀發起的「星光獻愛·守護貧童」明星手模義賣活動，款項捐贈紅心字會做為弱勢兒童營養餐費。 |
| 2009年6月  | 受教育部邀請擔任反毒大使並拍攝反毒廣告及參加相關反毒宣傳活動。[96] |
| 2009年6月  | 參與2009年金曲20週年紀念歌曲〈過去的明天〉錄製，收入捐贈家扶基金會。[97] |
| 2009年7月  | 參與“台灣新力量——為弱勢團體加油演唱會”，現場獻唱疼愛等歌曲。 |
| 2009年7月  | 參與Hit Fm聯播網與Yahoo！奇摩拍賣合辦的「一元星夢·只有為你」公益活動，擔任粉絲的一日高爾夫球教練，以新台幣2萬1314元「愛一生一世」得標，此次公益所得將全數捐給聖心教養院，資助智能不足與多重障礙兒童。                        |
| 2009年8月  | 參與中視「把愛傳出去」、三立「想要有個家」賑災募款晚會，擔任接線義工並獻唱朋友給予災民祝福。 |
| 2009年8月  | 三立電視「想要有個家 八八水災募款行動」T恤公益拍賣活動，蕭敬騰親筆簽名的紀念T恤以9400元賣出，拍賣所得將全數捐給中華民國紅十字會總會，幫助災民重建家園。                                                                      |
| 2009年8月  | 與Yahoo!奇摩公益拍賣合作拍賣王妃專輯打歌服，以5萬5,000元高價結標，得標金額將全數捐助台灣世界展望會，幫助這次莫拉克風災的受災居民。                                                                                           |
| 2009年8月  | 15日台北場live tour巡迴演唱會上呼籲大家支持「一人一袋米，支持農民站起來」活動，蕭敬騰捐15萬元給八八水災的民眾並認購白米100包。                                                                                               |
| 2009年8月  | 17日參與香港「88水災關愛行動」賑災晚會，獻唱祝你幸福。 |
| 2009年8月  | 出席101慈善之夜，義賣所得捐給莫拉克賑災之用，獻唱祝你幸福、阿飛的小蝴蝶、to be with you等歌曲。 |
| 2009年8月  | 澎湖花火節因88水災改為公益晚會為災區募款救災公益晚會，結合王妃live tour巡迴演唱會澎湖場；現場各界捐款也不斷湧入，將全部捐助救災工作。                                                                                        |
| 2009年8月  | 參與中華基督教救助協會錄製「台灣我愛你-88重建家園」EP，捐款88元即贈送此EP，所得做為災後重建之用。 |
| 2009年9月  | 參與台中中友百貨Diva Life慈善義賣巧克力活動，擔任Diva Life巧克力的一日店長，為喜願協會(Make A Wish Foundation)的重症兒募款，義賣所得盈餘全數捐給Make A Wish基金會。                                                          |
| 2009年9月  | 參與2009年中央人民廣播電台MusicRadio音樂之聲我要上學-愛的5003工程「我要上學－明星愛心義賣店」捐出心愛的條文襯衫，以1700人民幣得標，拍賣所有款項都將捐入中國兒童少年基金會，用於幫助貧困兒童。                                |
| 2009年9月  | 由蕭敬騰發起的華納群星二手義賣的愛心活動，號招華納同門師兄姊弟妹一起捐贈衣服，義賣所得全捐世界展望會，助88水災的災民重建家園。                                                                                               |
| 2009年10月 | 擔任特奧大使，在特奧高球賽幕晚會中獻唱。 |
| 2009年10月 | 受農委會、乳品工業同業公會之邀，擔任國產乳品親善大使，關懷兒童親赴88災區獻愛心,贈牛奶給災區小朋友。 |
| 2009年10月 | 出席雅詩蘭黛集團舉辦的粉紅世界慈善晚宴，以實際行動支持乳癌防治活動，獻唱「新不了情」等歌曲。 |
| 2009年10月 | 擔任2009和平大使，與榮獲葛萊美獎擁有New Age音樂教父之稱的小提琴手Jamii合作全球和平大會中文主題曲“WHERE Peace Begins”，於31日「全球和平之夜」中與88受災的小朋友們一同獻唱。                                                   |
| 2009年11月 | 參與兒福聯盟全新義賣品「寶寶杯杯」簽名並附上親筆簽名感謝卡拍賣活動，義賣所得將全數捐贈給兒盟「搶救生命、棄兒不捨」專案。 |
| 2009年11月 | 為提供青少年朋友正當休閒活動，並尊重生命、拒絕飆車及遵守交通安全規則，應台南市政府邀請，參與在台南市南方公園舉辦的簽唱會，請青少年朋友一起來飆歌、飆舞、不飆車。                                                             |
| 2009年12月 | 參與公益品牌KIEHL'S與『台灣關愛之家協會』合辦的『守護愛滋寶寶、溫暖度過寒冬』募款活動，幫助『台灣關愛之家協會』的愛滋寶寶，溫暖度過寒冬。[98]                                                                                |
| 2010年1月  | 參與由宜蘭縣社會學苑和宜蘭縣家庭扶助中心、財團法人伊甸社會福利基金會、肢體殘障者協會、脊髓損傷者協會等共二十多個社會公益單位聯合發起，在宜蘭運動公園舉辦的『台灣有愛－全民歲末送愛心』募款活動，鼓舞社會弱勢族群走出來。[91] |
| 2010年3月  | 擔任兒童福利聯盟的「公益小將」代言人，為弱勢兒童募集脫困基金[92]。 |
| 2010年3月  | 擔任第二屆兒盟「愛·T恤」公益義賣活動愛心大使，化身愛心設計師，親自設計「愛·T恤」義賣，呼籲一人衣愛助兒盟，協助兒盟募集弱勢家庭兒童脫困基金。                                                                                 |
| 2010年7月  | 參與姚明慈善之旅台北場，與多位明星組成明星球隊在台北小巨蛋為觀眾獻上一場籃球表演賽，一同為姚基金募款。 |
| 2010年8月  | 參與KIEHL'S與中華基督教救助協會共同發起「2010弱勢兒童課後陪讀公益活動」，拍攝「等你的地方」公益廣告，並於基隆浸信會聖光堂，擔任一日陪讀教師。                                                                                |
| 2010年8月  | 擔任兒童福利聯盟的「偏鄉傳愛幸福大使」，參與「孕育夢想的幸福時光- 愛 從故鄉開始」活動，喚起民眾對偏鄉小學的關愛。 |
| 2010年9月  | 參與2010 L'OREAL萊雅社會公益日，現場獻唱多首歌曲。 |
| 2010年10月 | 擔任7-Eleven「救救肝苦人」共同代言人，支持肝病防治宣導及偏遠地區肝病篩檢計畫，幫助18萬個偏遠地區家庭遠離肝病威脅。 |
| 2011年1月  | 參與「善行2011·愛滿湘西慈善之夜巨星演唱會」暨湘西州扶貧基金會啟動儀式，蕭敬騰出席慈善公益演唱。 |
| 2011年1月  | 撿到一隻受傷的流浪貓，半夜送到醫院急診，卻診斷出為「愛滋貓」，自費幫流浪貓全身健康檢查及住院治療，並幫助流浪貓尋得飼主領養。                                                                                                 |
| 2011年3月  | 參與響應ROOTOTE 2011台日名人手繪樂特包慈善義賣聯展活動，競標所得透過中華民國兒童慈善協會全數捐出給國際NGO團體「Save The Children」以幫助日本受災兒童早日重建家園 。                                                          |
| 2011年3月  | 18日參與中華民國紅十字總會、華視、公視、中視共同舉辦《相信希望fight & smile》賑災募款晚會，錄制主題曲「BELIEVE相信愛」，現場演唱《Heal The World》並擔任接線生。                                                             |
| 2011年3月  | 30日蕭敬騰生日當天選擇低調度過，和助理到基隆的育幼院，陪伴院童上了一整天的課程。 |
| 2011年4月  | 參與「非凡之旅-大型水上慈善音樂秀」公益活动，蕭敬騰出席慈善演唱，呼籲珍惜水資源倡導環保理念，所有得益將全數捐予中國運動員基金會，以作改善偏遠及貧困地區學校的體育設施，幫助更多運動員得到教育。                              |
| 2011年5月  | 擔任兒福聯盟的公益小將代言人，為弱勢兒童募集脫困基金。 |
| 2011年8月  | 受沈春華邀約擔任反霸凌正義代言人，拍攝演出《反霸凌, 我挺你》校園反霸凌公益電影短片。 |
| 2011年8月  | 參與社團法人台灣少年權益與福利促進聯盟與FamilyMart共同舉辦之「逆風少年大步走」公益勸募行動計劃，響應名人應援團分享他的叛逆過往，以過來人的心聲，勉勵逆風少年勇敢面對挫折，遇到問題要想辦法解決，找到改變人生的契機。         |
| 2011年8月  | 參與罕見疾病基金會·中廣角落欣世界『音樂魔力愛很大』的廣播錄音，蕭與罕病病友一同來分享他們令人感動的生命樂章，以及音樂為他們人生帶來怎樣意想不到的改變。                                                                      |
| 2011年9月  | 與中央人民廣播電台MusicRadio音樂之聲和中國兒童少年基金會舉辦之「2011MusicRadio我要上學去助學行動」，華納群星為偏遠地區孩童錄製「我要上學」助學行動主題曲。                                                                   |
| 2011年9月  | 參與青年發展基金會「早安今讚」活動，拍攝公益短片，希望透過本活動倡導新生活態度，鼓勵年輕人從早起跨出第一步、養成良好的生活習慣。                                                                                             |
| 2011年11月 | 參與響應Swarovski發起「Be a Star作孩子們的許願星」公益活動，設計「圓夢手鏈」並刻上親筆簽名，義賣所得將不另扣除成本，全數捐贈「中華基督教救助協會」，拍賣所得將用於關懷弱勢家庭兒童。                                         |
| 2011年12月 | 參與響應「藝起做公益」第二屆名人公益攝影展，提供以「家」為主題的攝影作品作為義賣，義賣所得全捐給偏鄉兒童，用作藝術教育經費。                                                                                                 |
| 2012年1月  | 參與永齡社會福利慈善事業基金會、鴻海科技集團暨鴻海教育基金會主辦「2012快樂天堂 慈善嘉年華」園遊會，蕭敬騰出席慈善演唱，呼籲社會大眾做公益、分享愛，讓社福團體過好年。                                                        |
| 2012年2月  | 蕭敬騰台北小巨蛋演唱會邀請過去曾合作過之公益團體，包含罕見疾病、浮萍兒、九三病房、聖光堂陪讀班的小朋友擔任嘉賓，特別開放VIP包廂，並與醫療單位做聯繫，給這些病患和小朋友最舒適的演唱會觀賞環境。                              |
| 2012年3月  | 參與2012美麗佳人「慈善關懷年－Voice For Women」公益活動啟動儀式，現場慈善演唱，一起點亮愛心主燈，向社會大眾呼籲一起用實際行動來關懷社會。                                                                                    |
| 2012年4月  | 擔任罕見疾病基金會第一季公益大使，親臨現場與罕病病友拍攝公益平面廣告 蕭敬騰用音樂鼓舞病友。 |
| 2012年6月  | 參與Bella儂儂 28周年慶「美麗的力量.愛朗讀」，錄制朗讀短片，用愛為偏遠地區的孩子們朗讀，為愛發聲傳遞愛。 |
| 2012年7月  | 擔任台北市失親兒福利金會舉辦的「失親不失學」系列活動-彩繪助學夢公益活動代言人，幫助失親兒安心就學，夢想實現，成為孩子的守護天使。                                                                                            |
| 2012年8月  | 擔任中華基督教救助協會「午安．微笑」弱勢家庭兒童課後陪讀計畫公益活動代言人，讓經濟弱勢家庭的國小學童，接受免費課業輔導、品格教育與家庭關懷。                                                                                 |
| 2012年8月  | 於「午安．微笑」弱勢家庭兒童課後陪讀計畫公益勸募記者會，與小朋友一起造勢宣導一起作畫，一一地在孩子們的畫作上簽名寫下祝福，與他們談心，在現場與孩子們愉快互動到結束。                                                         |
| 2012年8月  | 「苗栗聖方濟育幼院」が援助を必要としているというニュースを見て、200万元を寄付した。 |
| 2012年11月 | 世界平和婦女子会の台湾総会「防愛滋反毒記者會」に出席し、会の中で「全體向愛滋毒品Say No」を宣言した。 |
| 2013年10月 | 世界平和婦女子会の台湾総会「2013防愛滋反毒代言人」に任命され,青少年から薬物を遠ざける活動の奨励、エイズ予防を呼びかけた。また「防愛滋反毒網路有獎徵答活動及創意短片徵選頒獎典禮」にも出席した。                              |